# Religioni in Italia
In Italia, la religione più diffusa è il cristianesimo cattolico, presente fin dai tempi apostolici e maggioritaria già a partire dal IV secolo. La Costituzione della Repubblica garantisce, nell'articolo 3, l'uguaglianza degli individui a prescindere dalla religione. Sebbene il principio di indipendenza tra stato e Chiesa cattolica fosse già presente nell'articolo 7 della costituzione fin dal 1948, si arrivò ad una piena laicità dello stato solo con la revisione dei Patti Lateranensi del 1984 (Protocollo addizionale, punto 1) e con la sentenza 203/1989 della Corte costituzionale.
CattoliciMusulm...Altre re...Atei/agnosticiCattoliciMusulmaniAltre religioniAtei/agnostici

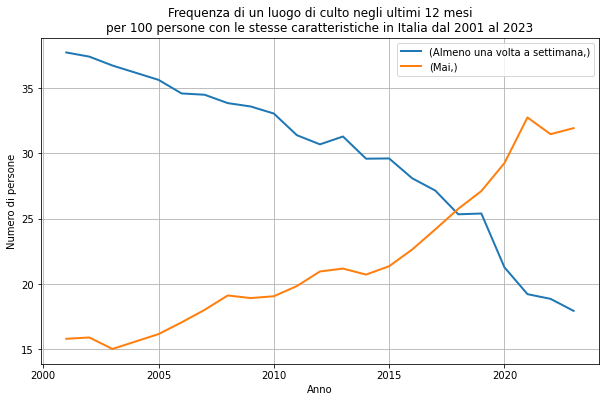
Fonte:[http://dati.istat.it/index.aspx?queryid=24349 Istat

Affiliazione al cattolicesimo in Italia per macroregioni statistiche (analisi demoscopica Doxa 2019). Notevole la differenza tra le regioni del nord e il resto d'Italia.

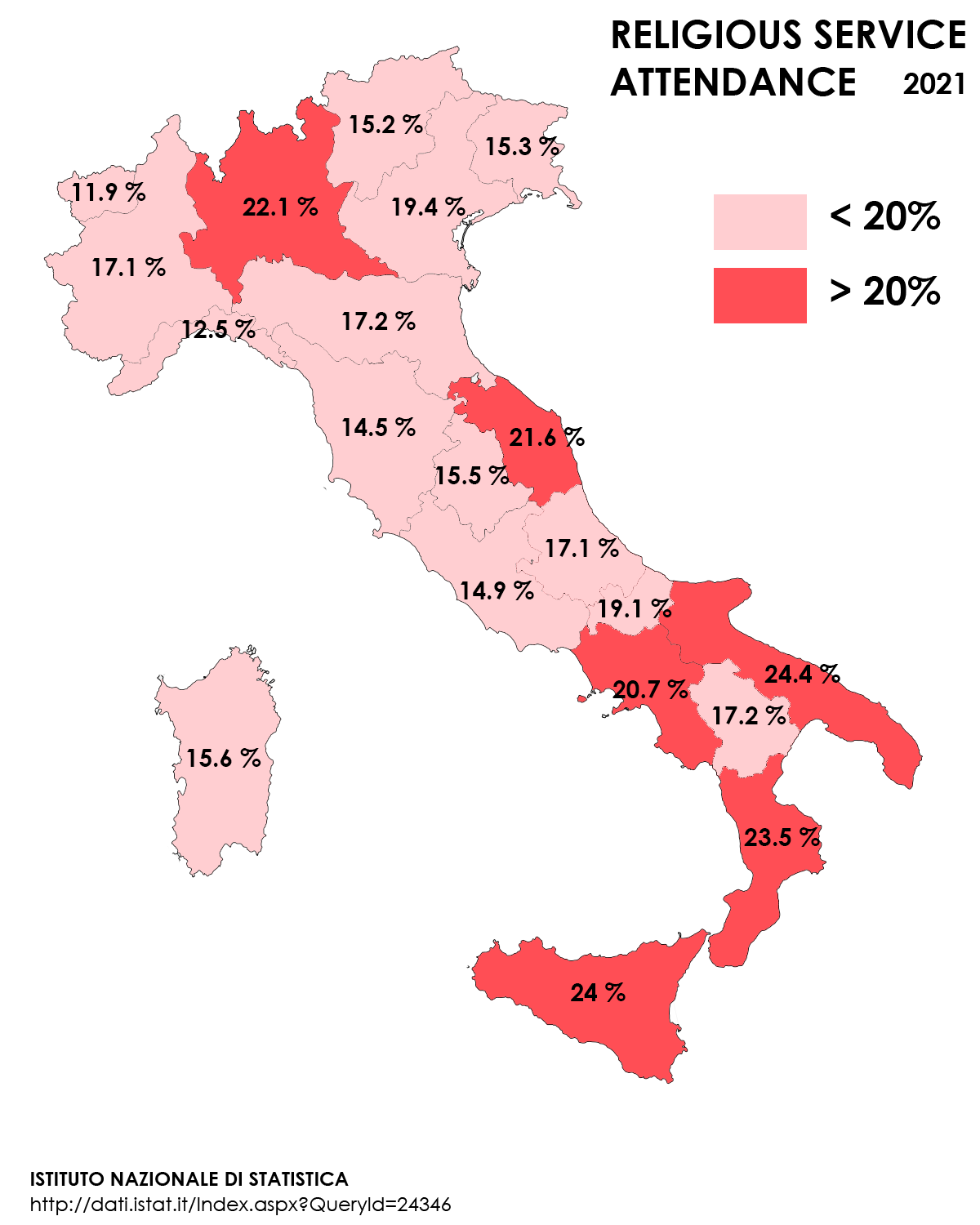
Frequentazione delle funzioni religiose almeno una volta a settimana per regione.

Secondo rilevamenti statistici Ipsos, nel 2023 il 61% degli italiani (pari a circa 35 milioni di persone) si dichiarava cattolico; il 7% (circa 4 milioni) affiliato ad altre denominazioni cristiane; il 2% ad altre religioni; il 28% (circa 16 milioni) irreligioso; mentre il 2% preferiva non rispondere. Secondo rilevamenti statistici della stessa Ipsos, nel 2017 il 74,4% degli italiani (pari a circa 45 milioni di persone) si dichiarava cattolico; seguivano i non religiosi e i credenti senza religione, complessivamente rappresentanti il 22,6% (pari a circa 13 milioni di persone).
Sono presenti diverse altre confessioni cristiane: al 2020, i fedeli ortodossi sono più di 1,8 milioni, per lo più di recente immigrazione da paesi quali Moldavia e Romania; i protestanti sono circa 600.000; i restaurazionisti (sebbene la definizione di "cristiani" non gli sia riconosciuta dalle chiese cristiane "storiche") poco meno, tra i quali 400.000 testimoni di Geova e 100.000 di altre denominazioni (dei quali circa 28.000 mormoni e 20.000 avventisti). Di antichissima origine è la comunità ebraica italiana, che oggi conta circa 41.000 membri. La diffusione di altre religioni è stata in gran parte agevolata dai fenomeni migratori degli ultimi decenni: si stima che in Italia risiedano al 2020 circa 2,2 milioni di musulmani, 332.000 buddisti, 210.000 induisti, 20.000 sikh, 4.000 bahá'í e 97.000 seguaci di altre religioni orientali. Le maggior parte delle altre religioni minoritarie sono estremamente frammentate e di scarsissima consistenza numerica, se si pensa che nel 2021 il Centro studi sulle nuove religioni (CESNUR) ha censito ben 866 gruppi religiosi organizzati presenti nel paese, tra religioni "storiche" (abramitiche, dharmiche, taoiche e tradizionali) e nuovi movimenti religiosi (spesso definiti dai media "sette"), in crescita rispetto ai 658 del 2001.
Non è raro che, specialmente nelle città più grandi e cosmopolite come Roma, Milano o Firenze, vengano organizzati eventi pubblici legati a importanti festività religiose non cattoliche, quali ad esempio l'Id al-adha islamico, il Ratha Yatra degli Hare Krishna, l'Holi induista, il Vesak buddhista o il Vaisakhi dei Sikh. Infine, da alcuni anni, alcune associazioni neopagane afferenti alla Via romana agli dei prendono parte ai festeggiamenti del Natale di Roma, che si svolgono nell'omonima città.

## Libertà religiosa

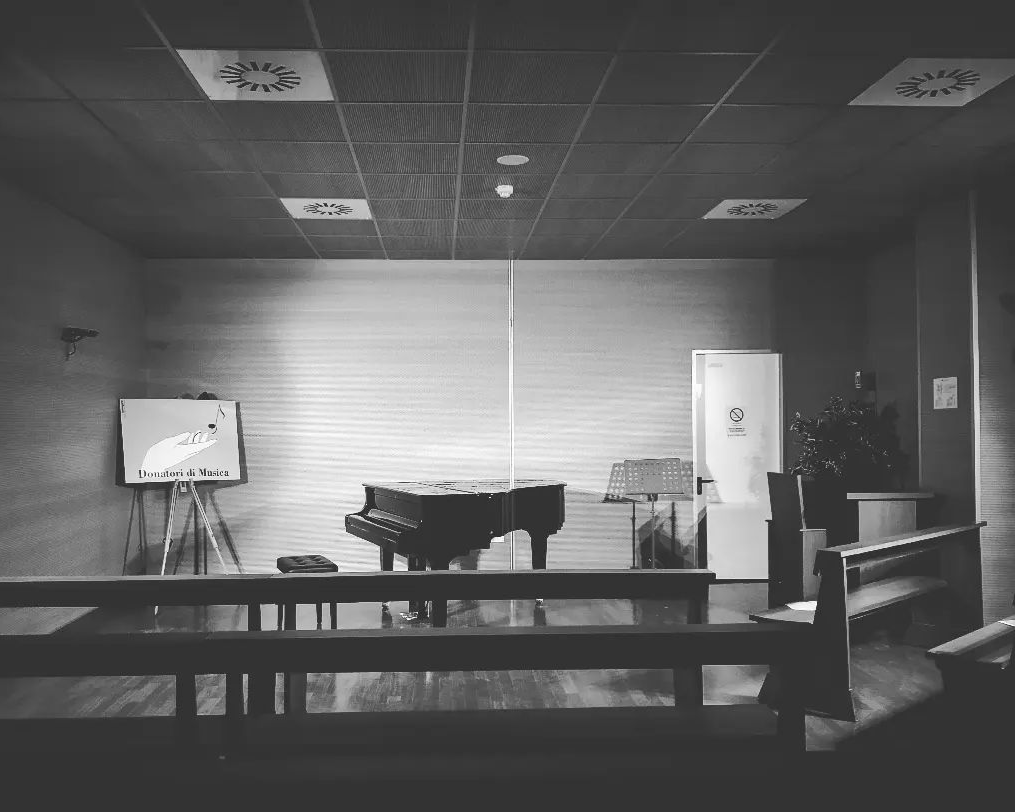
Cappella policonfessionale presso l'ospedale NOA di Massa, luogo adibito alla preghiera di qualsiasi religione. Simili spazi di pluralismo religioso sono sempre più comuni in luoghi pubblici quali ospedali, aeroporti e grandi stazioni italiane.

L'Italia è uno stato laico e la costituzione italiana sancisce il diritto per tutti di professare liberamente qualunque fede religiosa (art. 3, 19, 20 e 21), la laicità dello stato (art. 7) e il diritto di ogni denominazione religiosa di auto-organizzarsi nel rispetto della legge (art. 8).

## Religioni
CredentiAteiAgnosticiNon sa/non rispondeCredentiAteiAgnosticiNon sa/non risponde
Nel 2017, il 77,4% degli italiani dichiarava di seguire una specifica religione, mentre il 22,6% si dichiarava non religioso (credente, ma non affiliato ad alcuna religione), ateo o agnostico.

### Religioni abramitiche

#### Cristianesimo
Il cristianesimo raccoglie in Italia, nelle sue diverse confessioni la grandissima maggioranza dei credenti. La maggior parte dei cristiani italiani sono cattolici, ma gran parte delle principali correnti cristiane sono rappresentate nel paese, dove esistono cospicue minoranze di ortodossi, soprattutto stranieri provenienti da paesi dell'Europa orientale, protestanti, sia italiani e sia stranieri, e restaurazionisti (non considerati cristiani dalle chiese cristiane storiche), per la maggior parte testimoni di Geova e mormoni.
In Italia sono presenti alcune cappelle ecumeniche, utilizzate dalle diverse confessioni cristiane, e organizzazioni ecumeniche, come ad esempio la Comunità monastica di Bose, nata nell'omonima frazione di Magnano (BI).

##### Cattolicesimo

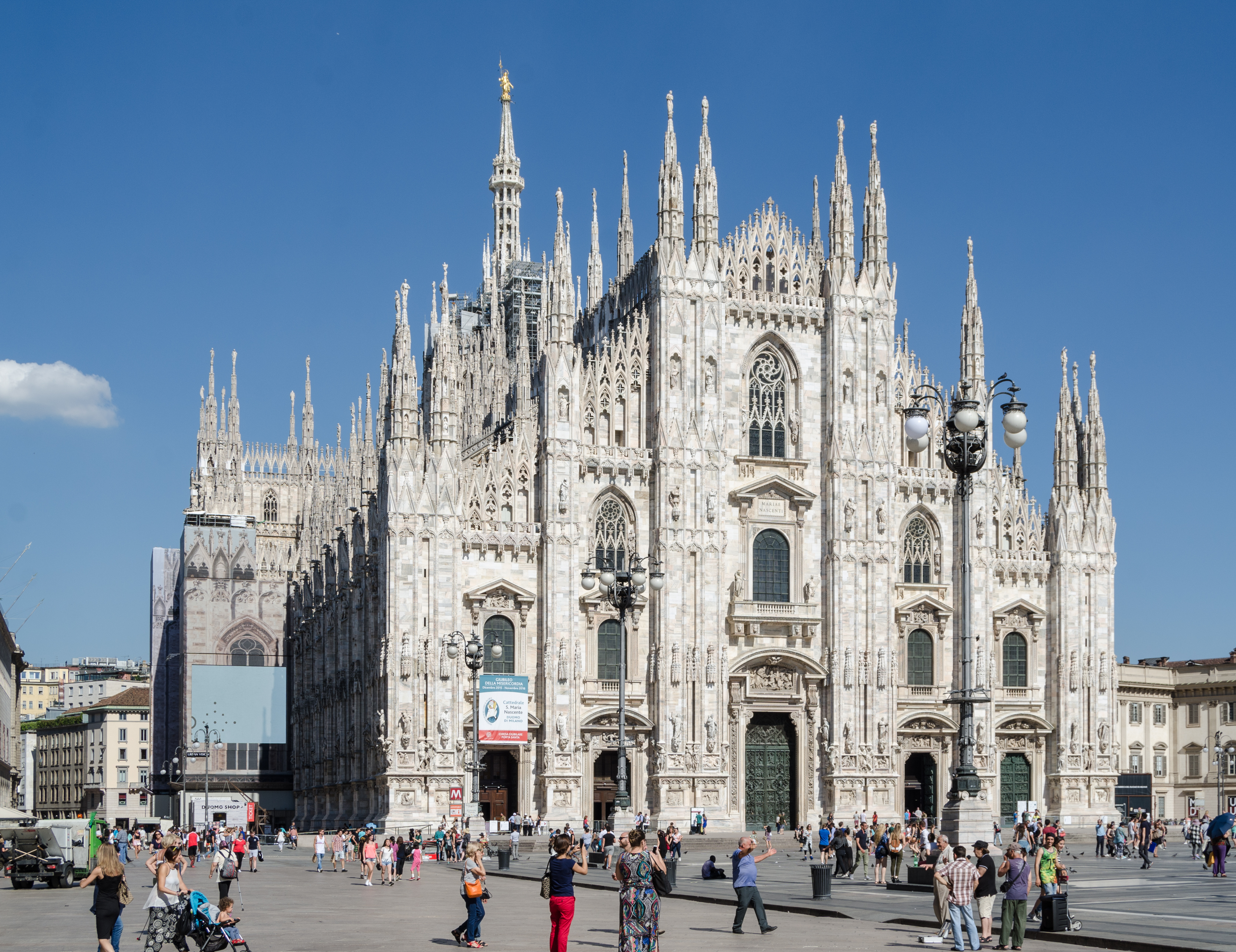
Il Duomo di Milano, di rito ambrosiano, è il più grande edificio di culto cattolico d'Italia

Il cattolicesimo è la religione maggioritaria in Italia e, per motivi storici e culturali, riveste nel paese un'importanza particolare, essendo stato religione di stato dal 1848 al 1948. Oggi i rapporti tra stato e la Chiesa cattolica sono regolati dal Concordato, come modificato dagli Accordi di Villa Madama del 1984 che prevede, tra le altre cose, anche le varie modalità e finalità dei finanziamenti pubblici alla chiesa cattolica in Italia.
La Santa Sede, organo che governa la Chiesa cattolica a livello globale e al quale si riferiscono circa 1,5 miliardi di fedeli di tutto il mondo, si trova presso lo Stato della Città del Vaticano, il quale è un'enclave sovrana all'interno di Roma, istituita con i Patti Lateranensi del 1929 per chiudere la Questione romana conseguente all'annessione dello Stato Pontificio al Regno d'Italia, avvenuto nel 1870.
Roma, della quale il papa stesso è vescovo, è considerata una città santa ed è meta di pellegrinaggi da secoli. 
L'Italia è suddiviso in 16 regioni ecclesiastiche, a loro volta composte da diverse province ecclesiastiche, costituite da una sede metropolitana e da una o più diocesi suffraganee. Le circoscrizioni ecclesiastiche, tra diocesi, arcidiocesi, prelature, abbazie territoriali e sedi di vari ranghi, sono complessivamente 227, i cui vescovi formano la Conferenza episcopale italiana, le parrocchie sono oltre 25.000, e circa 100.000 sono le chiese e cappelle presenti nel paese. Sono presenti in Italia circa 35.000 sacerdoti, di cui 32.000 in servizio attivo (dati 2017), circa 1.800 seminaristi divisi in 120 seminari (dati 2021) e alcune decine di migliaia di religiosi (20.000 uomini e 89.000 donne nel 2014) divisi in numerose case religiose di varia tipologia: monasteri, abbazie, conventi ed eremi.
Secondo un sondaggio Doxa, nel 2019 erano cattolici il 66,7% degli italiani, pari a circa 40 milioni di persone. Secondo un sondaggio Ipsos, nel 2017 erano cattolici il 74,4% degli italiani, pari a circa 45 milioni di persone. Secondo il rapporto Eurispes del 2016, il 71,1% dei cittadini italiani si dichiarava cattolico di cui il 25,4% cattolico praticante, ovvero il 18% del totale dei cittadini, in calo rispetto al 2006, quando i cattolici erano l'87,8% della popolazione di cui i praticanti il 36,8%, ovvero il 32,3% della popolazione totale.
Il cattolicesimo è più presente nell'Italia meridionale (78,5%), nel centro (75,6%) e nelle isole (71,0%), mentre è meno presente nell'Italia del nord-est (64,6%) e soprattutto nel nord-ovest (49,2%). L'aderenza al cattolicesimo è più forte nella fascia d'età oltre i 65 anni (76,9%), mentre scende fino a circa metà della popolazione nella fascia d'età 15-34 (54,5%). È inoltre più comune essere cattolico per le donne (73,7%) che per gli uomini (59,1%).

##### Vetero-cattolicesimo e sedevacantismo

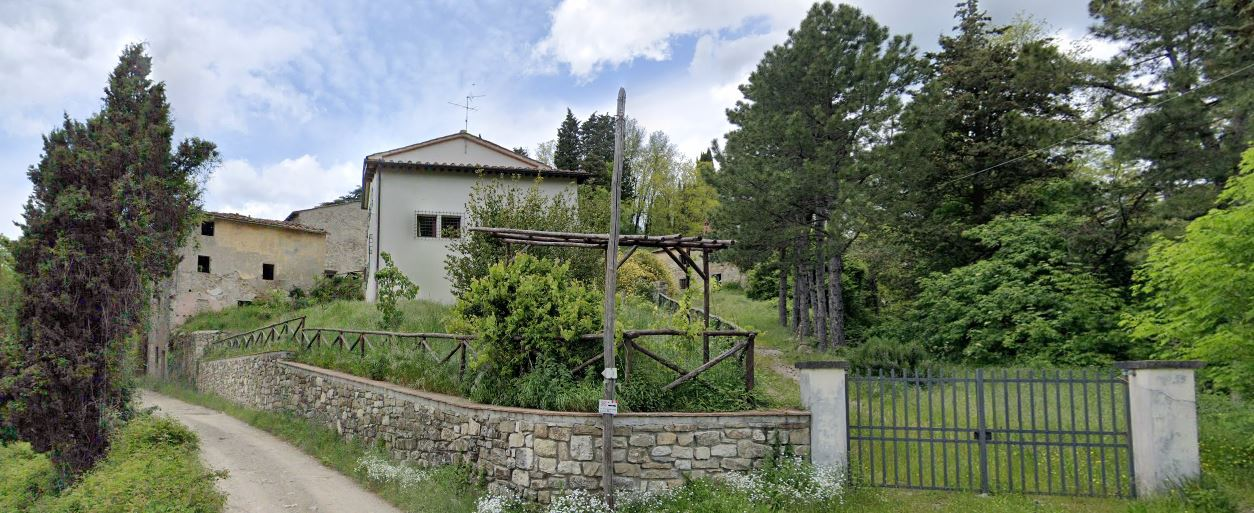
Abbazia di Montecuccoli della chiesa vetero-cattolica "Chiesa d'Oriente", nei pressi di Barberino del Mugello (FI)

Le chiese vetero-cattoliche sono un insieme di chiese indipendenti che si autodefiniscono "cattoliche" tradizionaliste, sebbene non siano in comunione con la Chiesa cattolica a causa dello scisma per il mancato riconoscimento del Concilio Vaticano I da parte di queste chiese. In Italia sono presenti piccolissime comunità, come ad esempio la Chiesa vetero-cattolica italiana, nessuna delle quali è più sotto la giurisdizione dell'Unione di Utrecht delle Chiese vetero-cattoliche dalla chiusura della missione italiana nel 2011, ad eccezione della comunità di Bolzano che è stata posta sotto la giurisdizione della Chiesa vetero-cattolica d'Austria. Parrocchie e comunità che un tempo erano parte della missione ultraiactense sono oggi sotto la giurisdizione della Chiesa d'Inghilterra o della Chiesa episcopale americana.
La Chiesa vetero cattolica romana, nella quale si colloca anche la Chiesa ortodossa in Italia (chiesa autocefala nata nel 1991, da non confondere con le chiese ortodosse "storiche", con le quali non è in comunione; oggi nota come Chiesa Vecchio-Cattolica in Italia) dipende invece dalla Chiesa Cattolica Nordica (parte dell'Unione di Scranton), ed è riconosciuta dal Patriarcato greco-ortodosso di Antiochia e dal Patriarcato greco-ortodosso di Alessandria come una "chiesa ortodossa di rito occidentale".
A Barberino del Mugello (FI), in località Montecuccoli, è presente un'abbazia della denominazione vetero-cattolica "Chiesa d'Oriente", afferente alla Chiesa Vetero Cattolica del Brasile. Nonostante tale nome e nonostante il fatto che ne richiami alcune tradizioni, come ad esempio l'esicasmo, questa chiesa non ha alcun legame con la Chiesa d'Oriente (che era invece una confessione cristiana pre-efesina di orientamento nestoriano) e con le chiese da essa derivate. 
Sono infine in Italia presenti piccoli gruppi delle varie correnti del Sedevacantismo.

##### Cristianesimo ortodosso

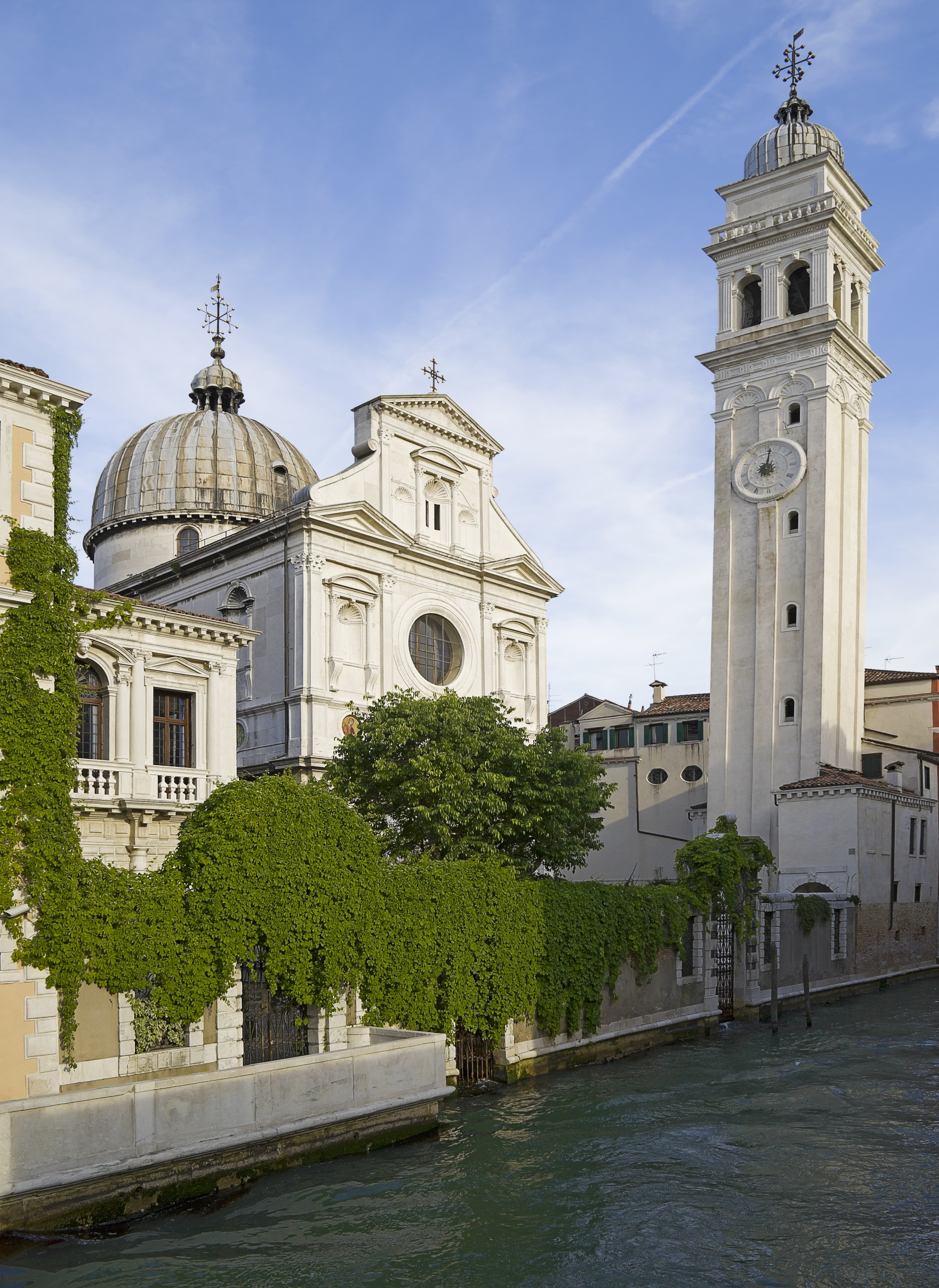
Chiesa di San Giorgio dei Greci a Venezia, dal 1991 cattedrale dell'Arcidiocesi ortodossa d'Italia e Malta del Patriarcato ecumenico di Costantinopoli

Il cristianesimo ortodosso rappresenta in Italia la seconda confessione cristiana dopo la cattolica, con oltre 1.818.000 fedeli. Le varie chiese ortodosse gestiscono numerosi luoghi di culto e alcuni monasteri. Il numero degli ortodossi in Italia è cresciuto molto nel primo decennio del XXI secolo, a seguito della forte immigrazione da paesi dell'Europa orientale.
Le principali chiese ortodosse presenti in Italia sono:
- Chiesa ortodossa rumena (Eparchia ortodossa rumena d'Italia), circa 900.000 fedeli. Costituisce la fede maggioritaria tra i romeni in Italia.
- Chiesa ortodossa russa (Chiesa Ortodossa Russa in Italia), circa 400-500.000 fedeli, di cui quasi 200.000 moldavi e i restanti di altre nazionalità.
- Patriarcato di Costantinopoli (Arcidiocesi ortodossa d'Italia), ha un'intesa con lo stato dal 2012 e serve circa 200-300.000 fedeli su tutto il territorio nazionale.

##### Cristianesimo ortodosso orientale (Monofisismo e Miafisismo)

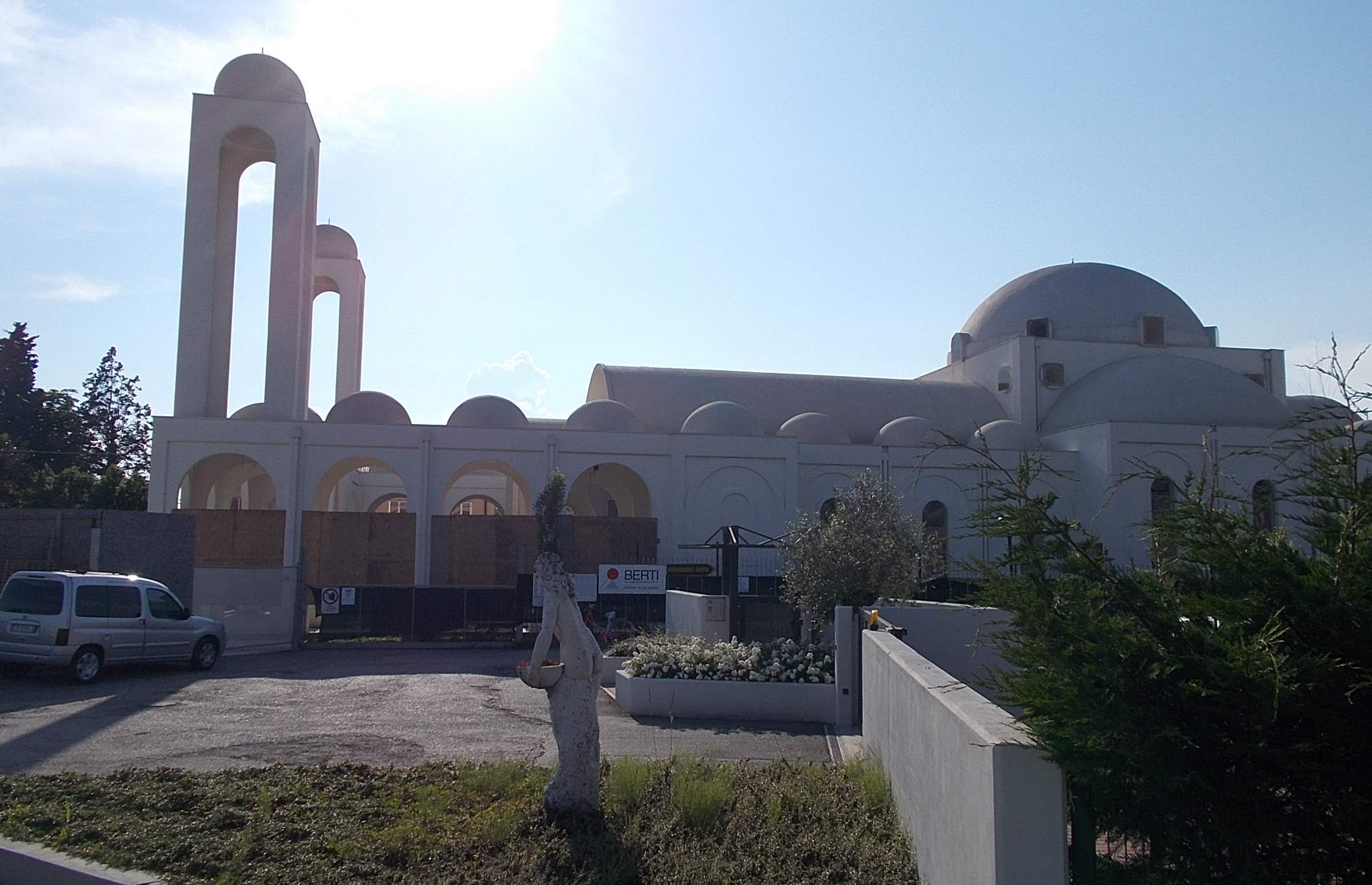
Chiesa copta di Campalto a Venezia

In Italia sono presenti piccole comunità e alcuni luoghi di culto delle chiese ortodosse orientali, monofisite o miafisite (pre-calcedoniane): copta, etiope, eritrea e armena, diffuse principalmente tra le relative comunità immigrate.
Tra queste, la Chiesa copta è la più presente, con diversi luoghi di culto quali ad esempio la Chiesa di Santa Mina a Scandicci (FI), la Chiesa di San Pietro Celestino a Milano, il Monastero Anba Shenuda di Lacchiarella (MI) e la Chiesa Copta di Campalto, inaugurata il 14 ottobre 2023, in presenza del papa copto Tawadros II di Alessandria. È seguita da circa il 25% degli egiziani in Italia, circa 40.000 persone, per la quale costituisce la seconda religione dopo l'Islam. Presente dagli anni '70 nell'area metropolitana di Milano, è oggi diffusa in gran parte d'Italia e in rapida crescita.
La chiesa ortodossa etiope è presente dai primi anni 2000 a Roma, ospite in una chiesa cattolica, e dal 2010 ha un proprio edificio di culto a Torino, con tanto di tabot (riproduzione dell'Arca dell'Alleanza) consacrato. Costituisce la religione maggioritaria della comunità etiope in Italia.
Le chiese eritrea e armena sono presenti con una sola parrocchia ciascuna, entrambe a Milano, presenti rispettivamente dagli anni '90 e da fine anni 1950. Pur essendo gli eritrei in maggioranza musulmani, la Chiesa ortodossa eritrea è la religione maggioritaria della comunità eritrea in Italia.
La Chiesa apostolica armena è seguita dalla maggioranza degli armeni in Italia. 

##### Chiese d'Oriente (Diafisismo)
In Piemonte esisteva una piccolissima comunità afferente alla Chiesa assira d'Oriente, discendente dalla Chiesa d'Oriente, di teologia diafisita (nestoriana) e pre-efesina, ma nel 2005 i responsabili della comunità sono rientrati in comunione con la Chiesa cattolica. 
Pertanto oggi non sono più presenti in Italia comunità organizzate delle chiese nestoriane, diversamente da altri paesi occidentali dove risiedono diaspore assire e mediorientali più numerose.

##### Protestantesimo

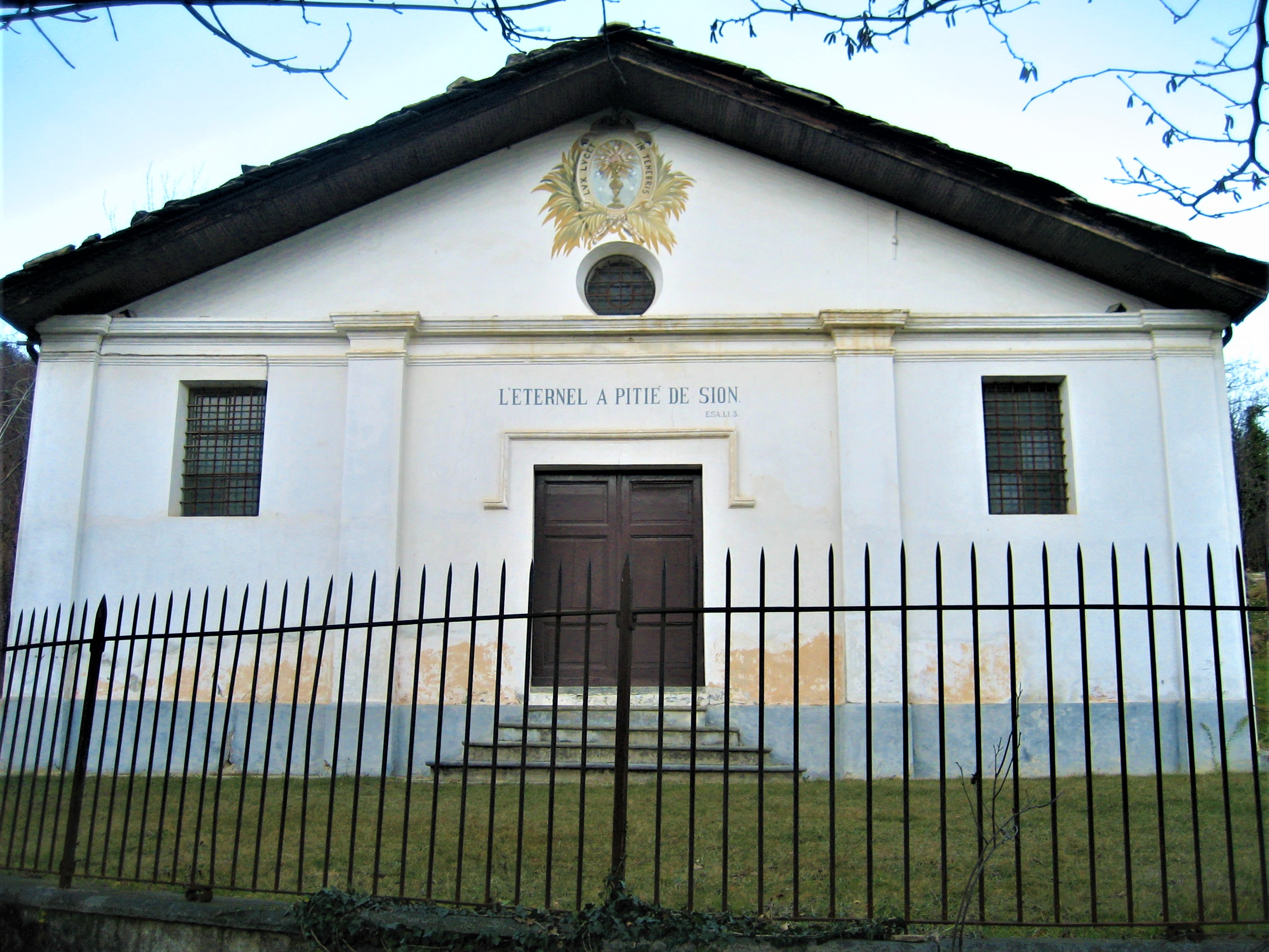
Ciabàs, costruito nel 1555, è il più antico tempio valdese d'Italia

Le chiese protestanti presenti in Italia si possono suddividere in due macrogruppi principali: le chiese storiche, che hanno fatto la loro comparsa dalla 
Riforma Protestante al XIX secolo e quelle evangelicali più recenti, sebbene anche tale suddivisione non sia così netta. Nel complesso, le varie chiese protestanti contano in Italia circa 620.000 fedeli, compresi gli stranieri.
Le chiese storiche sono stimate avere in totale 71.000 fedeli, contando però in questo numero anche gli anglicani, oltre che: valdesi, luterani, calvinisti, presbiteriani, battisti, metodisti, e altri.
Tra le chiese evangelicali, le principali sono quelle di orientamento pentecostale (da non confondere con i movimenti pentecostali e carismatici interni alla Chiesa cattolica, quali ad esempio il Rinnovamento Carismatico Cattolico).
L'evangelicalismo raggruppa tra il 70 e l'80% dei protestanti italiani, le cui chiese partecipano all'Alleanza evangelica italiana (AEI). Un'altra parte delle chiese evangeliche sono invece raggruppate nell'Alleanza di Chiese cristiane evangeliche in Italia (ACCEI).

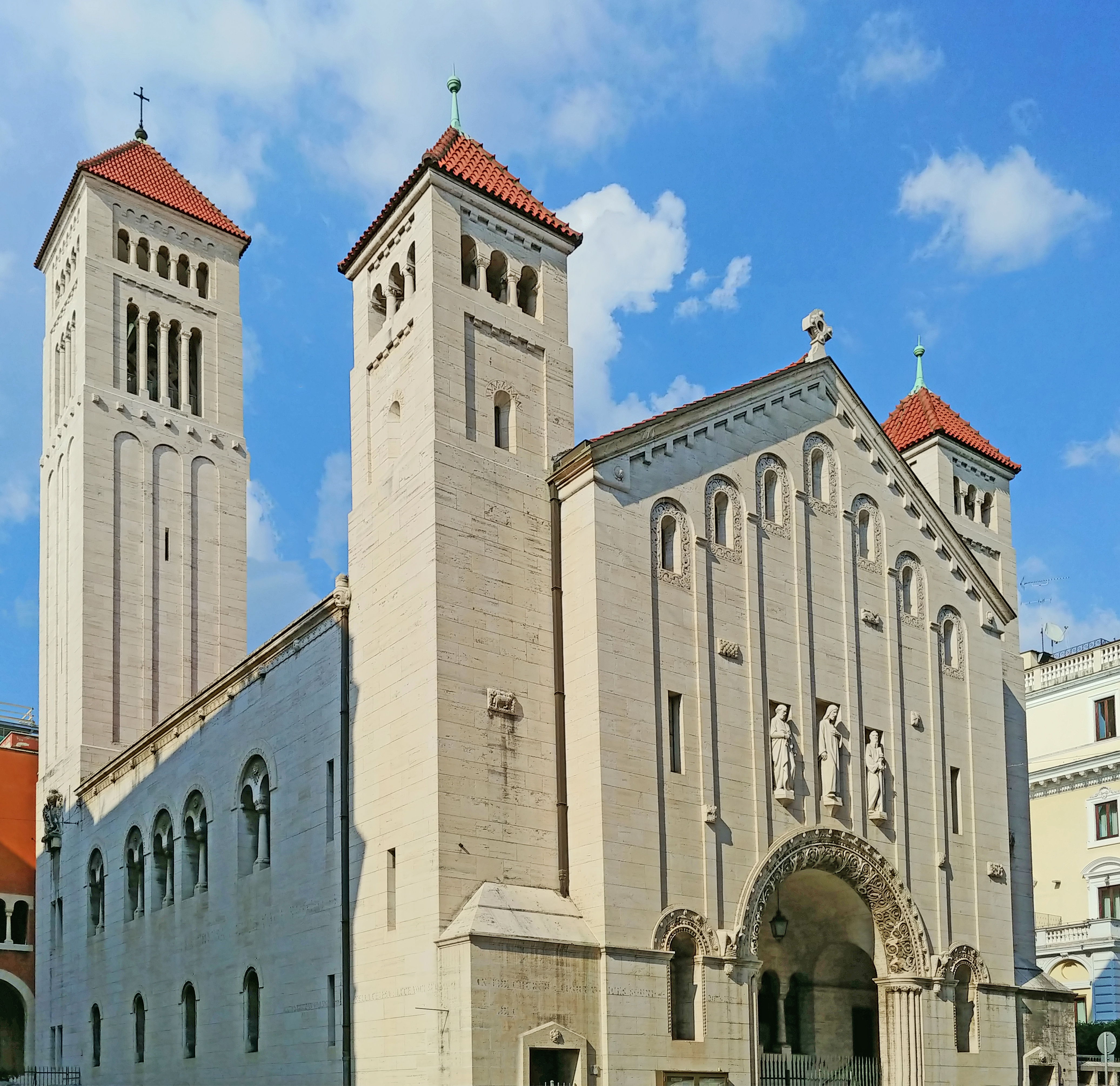
Chiesa luterana di Roma

Alcune chiese storiche (valdese, metodista, luterana e battista), assieme ad altre denominazioni pentecostali minori, si sono riunite nella Federazione
delle Chiese evangeliche in Italia. Alcune chiese protestanti gestiscono facoltà teologiche, scuole domenicali di catechismo e media, come ad esempio la rivista multiconfessionale Riforma - L'Eco delle Valli Valdesi.
A causa dell'immigrazione in Italia di cittadini appartenenti a chiese protestanti, sono presenti numerose chiese gestite da specifiche comunità etniche.
Tra le principali denominazioni protestanti italiane si annoverano: 
- Anglicanesimo: sono presenti venti cappellanie e congregazioni della chiesa anglicana[24] e delle sue derivazioni episcopali[25] che si stima offrano servizi religiosi a fino a 100.000 persone all'anno[26]. L'Associazione Chiesa d'Inghilterra ha un'intesa con lo stato dal 2021.
- Luteranesimo: ha un'intesa con lo stato dal 1995. In gran parte si tratta di comunità di lingua tedesca, ma nel Golfo di Napoli sono presenti due comunità italofone. Sono stimati in circa 7.000 fedeli[22]
- Chiese riformate, di derivazione calvinista o zwingliana. tra questi: 
  - Chiesa evangelica valdese che nel 1975 si è unita alla Chiesa metodista italiana, dando vita all'Unione delle Chiese metodiste e valdesi, che ha un'intesa con lo stato fin dal 1984. Il Sinodo, il più alto organo direttivo di questa chiesa, si riunisce annualmente nella Casa Valdese di Torre Pellice (TO).
  - Calvinisti, piccoli gruppi, quali ad esempio la Confessione Elvetica, presente a Trieste dal 1782.
  - Presbiterianesimo, presente in Italia a partire dal 1880, con alcune piccole comunità dalla Chiesa di Scozia. Diverse altre chiese riformate, tra le quali quella valdese hanno assunto oggi una struttura organizzativa di tipo presbiteriano.

- Anabattismo: quasi assente in Italia, contando meno di 400 membri[27] suddivisi in diverse congregazioni tra i quali i mennoniti[28]
- Battismo: giunti in Italia nel 1863 da missioni americane e inglesi. La loro organizzazione è di tipo congregazionalista, ovvero ogni comunità locale è autonoma. La maggior parte delle chiese battiste italiane è in comunione con l’Unione cristiana evangelica battista d'Italia (UCEBI), che ha un'intesa con lo stato dal 1995, sebbene esistano anche altri gruppi quali ad esempio le Chiese evangeliche riformate battiste in Italia. In totale contano circa 6.000[22].
- Metodismo: giunto in Italia durante il Risorgimento, nel 1859[22]. Nel 1975 si è unita alla Chiesa valdese, dando vita all'Unione delle Chiese metodiste e valdesi, che ha un'intesa con lo stato fin dal 1984. Sono stimati essere 5.000[22].
- Chiese dei fratelli: la chiesa cristiana evangelica dei fratelli (o assemblee dei fratelli), derivata dal movimento Plymouth Brethren, si diffuse in Toscana in alcuni circoli risorgimentali dal 1833[22]. Non ha un’organizzazione centralizzata; nel complesso hanno 23.500 fedeli[5].
- Movimento di Santità (Holiness movement): tra i principali gruppi si annovera l'Esercito della Salvezza, giunto in Italia nel 1887 e presente oggi in circa 40 località per un totale di 2.000 persone[22]. Un'altra denominazione presente nel paese, ma numericamente minore, è la Chiesa del Nazareno
- Pentecostalismo: la maggior parte dei protestanti italiani praticano il pentecostalismo, presente in Italia dal 1908, e che contava nel 2020 circa 250.000 fedeli nel paese[22]. I pentecostali sono suddivisi in numerose chiese, molte delle quali di tipo congregazionalista.
  - Assemblee di Dio in Italia (ADI): raggruppa la maggior parte delle chiese pentecostali italiane, è la più numerosa organizzazione protestante del paese, e che ha un'intesa con lo stato fin dal 1988.
  - Chiesa apostolica in Italia: giunta in Italia nel 1927, con due piccole comunità: Civitavecchia e Grosseto, che costituisce tutt'oggi il centro principale. Ha circa 9.800 membri[5]. Dal 2012 ha un'intesa con lo stato.
  - Chiese Elim: appartenenti al Movimento della seconda pioggia (Latter Rain Movement), parte della Seconda ondata (Second Wave), fanno parte 120 congregazioni per circa 10.000 fedeli[29].
  - Chiese indipendenti: cosiddette chiese pentecostali libere o chiese indipendenti, quali ad esempio le Congregazioni cristiane pentecostali, la Chiesa cristiana pentecostale italiana e le Chiese cristiane evangeliche nella valle del Sele e dell'Irno.
  - Neopentecostali. Le chiese neopentecostali in Italia sono spesso legate a specifici gruppi etnici come ad esempio la Chiesa universale del Regno di Dio, diffusa soprattutto tra la comunità brasiliana. Secondo il Rapporto Immigrazione di Caritas Italiana e Fondazione Migrantes, nel 2012 erano presenti nel paese 850 chiese neopentecostali africane[30].

- Chiese non denominazionali: oltre alle chiese pentecostali libere, sono presenti piccoli gruppi di fedeli appartenenti a numerose chiese libere o chiese indipendenti non pentecostali, di derivazione puritana e anabattista e spesso di orientamento battista, quali ad esempio la Chiesa libera evangelica italiana, costituita nel 1852 e altri. I cristiani italiani appartenenti a chiese non denominazionali possono essere stimati in circa 20.000[31].
- Altre denominazioni protestanti: sono presenti altri piccoli gruppi, quali ad esempio quaccheri e unitariani (anche se quest'ultima denominazione viene talvolta considerata restaurazionista).[5] Sono rappresentate nel paese anche diverse parachiese e organizzazioni evangeliche, quali ad esempio quelle nate dal Jesus movement, Agape Italia e i Gedeoni, attive in campo missionario, sociale, culturale, oltre a istituzione educative ed accademiche di orientamento protestante.

##### Restaurazionismo

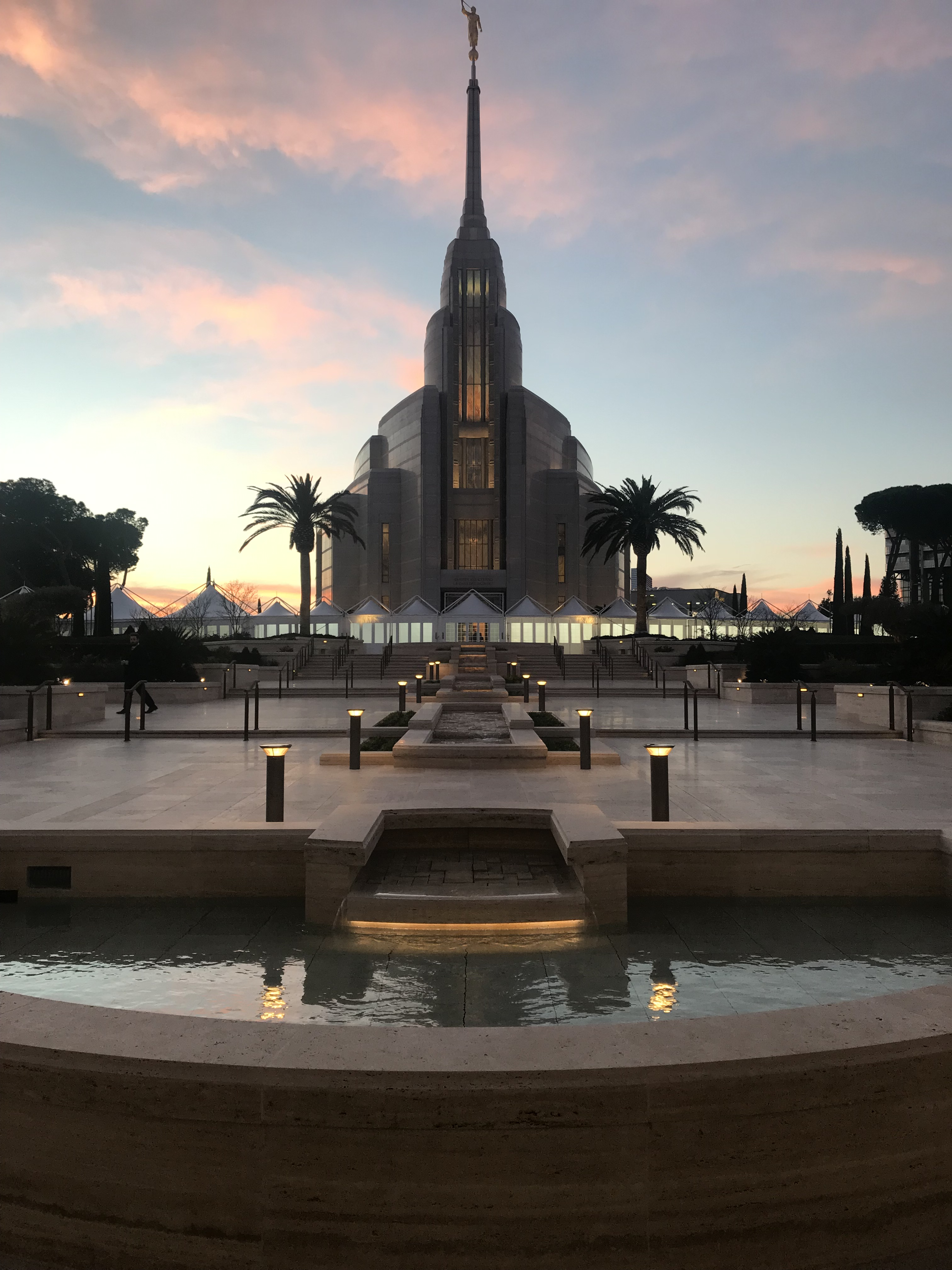
Tempio Roma Italia, il primo tempio mormone d'Italia

Restaurazionismo è un termine generico che indica diverse chiese anche molto diverse tra loro, generalmente accomunate da primitivismo, fondamentalismo e millenarismo.
Sebbene le chiese cristiane "storiche" contestino la definizione di "cristiano" per molte delle confessioni afferenti al restaurazionismo, esse si autodefiniscono generalmente tali.
Le principali confessioni restaurazioniste presenti in Italia sono:
- Mormoni. Presenti in Italia dal 1850[33]. Delle chiese afferenti al mormonismo la principale è la Chiesa di Gesù Cristo dei santi degli ultimi giorni, che dal 2012 ha un'intesa con lo stato. Conta in Italia circa 28.000 membri[5] e gestisce numerose sale di culto per la riunione domenicale e un tempio, inaugurato nel 2019: il Tempio di Roma Italia.
- Avventisti. Presenti in Italia dal 1864[34]. Delle diverse chiese afferenti all'avventismo, la più numerosa è la Chiesa cristiana avventista del settimo giorno, che ha un'intesa con lo stato fin dal 1988. Nel complesso, queste chiese contano circa 20.000 fedeli[5].
- Congregazione dei testimoni di Geova. Sono presenti in Italia dal 1903 e contano circa 420.000 membri[5]. Hanno provato a giungere a un'intesa con lo stato nel 2000 e nel 2007, ma il testo dell'accordo non è stato ratificato dal parlamento italiano.
- Chiesa di Cristo. Presente in Italia dal 1949[22] e derivante dal Movimento di Restaurazione di Thomas Campbell e Barton W. Stone, è anche nota come Neoapostolica; conta circa 3.000 fedeli[22].
- Chiesa neo-apostolica, presente in Italia dagli anni '50, conta circa 2.000 membri[35]
- Iglesia ni Cristo, presente in Italia dal 1985[36], è diffusa principalmente tra la comunità filippina, della quale costituisce comunque una religione molto minoritaria.

Sono inoltre presenti numerose altre chiese minori, ad esempio gli unitariani (talvolta considerati protestanti radicali), i Cristadelfiani, i vari scismi dei testimoni di Geova, quali ad esempio la Chiesa del Regno di Dio e la Chiesa cristiana millenarista, e la House of Yahweh, di derivazione avventista.

##### Altri gruppi di ispirazione cristiana

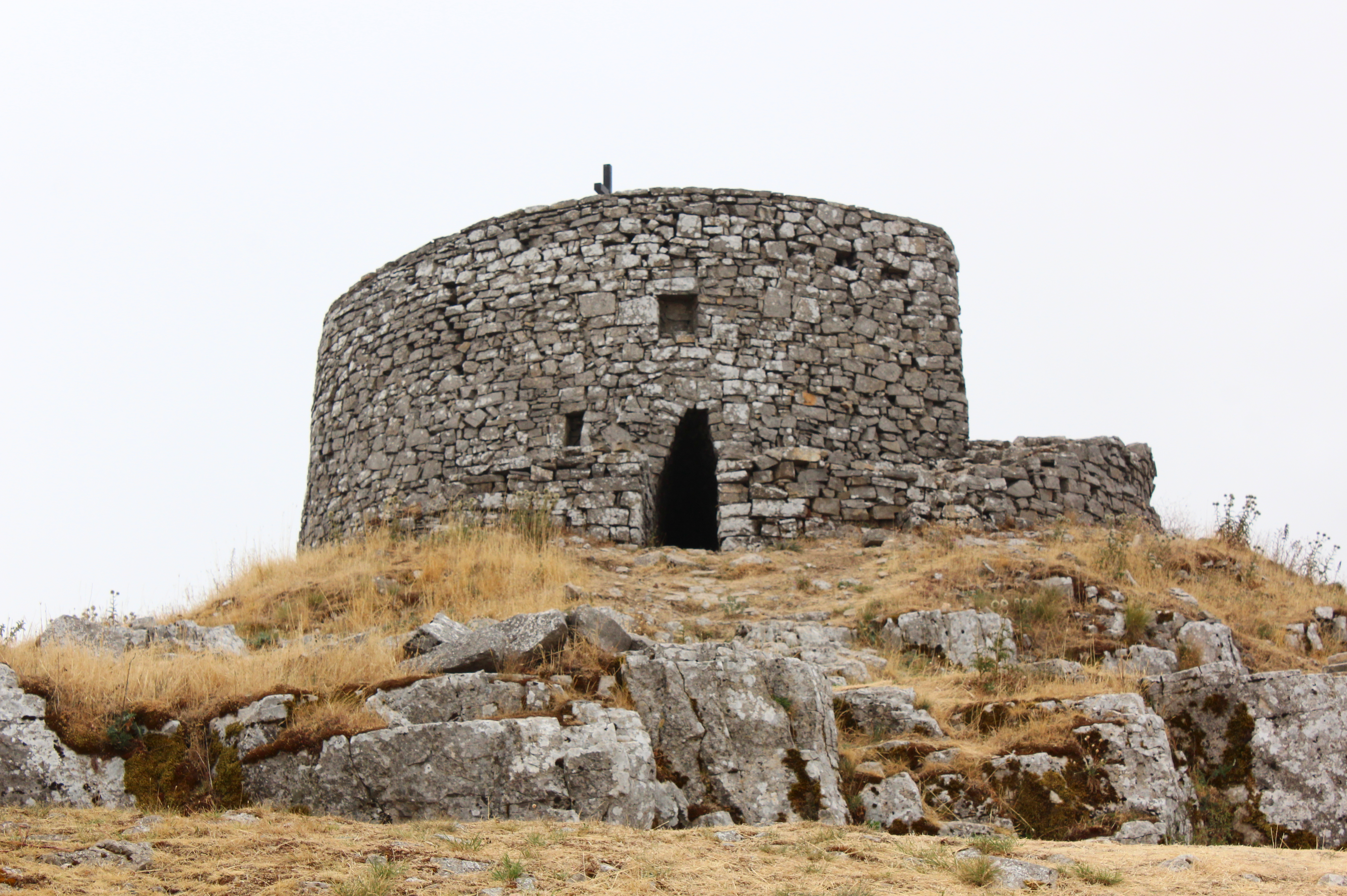
Rovine della Torre Giurisdavidica sul Monte Labbro

In Italia sono presenti anche movimenti diversi altri gruppi di ispirazione cristiana, talvolta annoverati nella variegata categoria della "corrente metafisica" e delle "religioni di guarigione". Tra di esse, alcuni gruppi afferenti al Nuovo Pensiero (New Tought) e alle sue derivazioni, tra i quali ad esempio il Cristianesimo scientista, presente fin dal 1897 e la Scienza religiosa. È inoltre attivo, con due templi: uno a Leinì (TO) e l'altro a Poggiana (TV), il culto sincretico "Chiesa Anima Universale", nato proprio in Italia.
Sono inoltre presenti vari "movimenti profetici e messianici" di origine cristiana, tra i quali la Chiesa dell'unificazione, oggi nota come "Federazione delle famiglie per la pace mondiale e l'unificazione", e il movimento Vita Universale. Uno di questi gruppi, i Bambini di Dio, oggi noto come "The Family", alla fine del XX secolo pur essendo numericamente molto esiguo, giunse alla fama nazionale a causa di fatti di cronaca che lo coinvolsero. Il suo scisma "Orizzonti Nuovi" (da non confondere con la Comunità Nuovi Orizzonti, cattolica), ebbe origine in Italia. Esiste inoltre un piccolissimo gruppo derivato dalla Chiesa giurisdavidica, movimento messianico fondato proprio in Italia nel XIX secolo e attivo fino al 2002, la cui storia è documentata dal Centro studi David Lazzaretti. Questa religione aveva un proprio luogo di culto sul Monte Labbro, le cui rovine sono ancora visibili.

#### Ebraismo

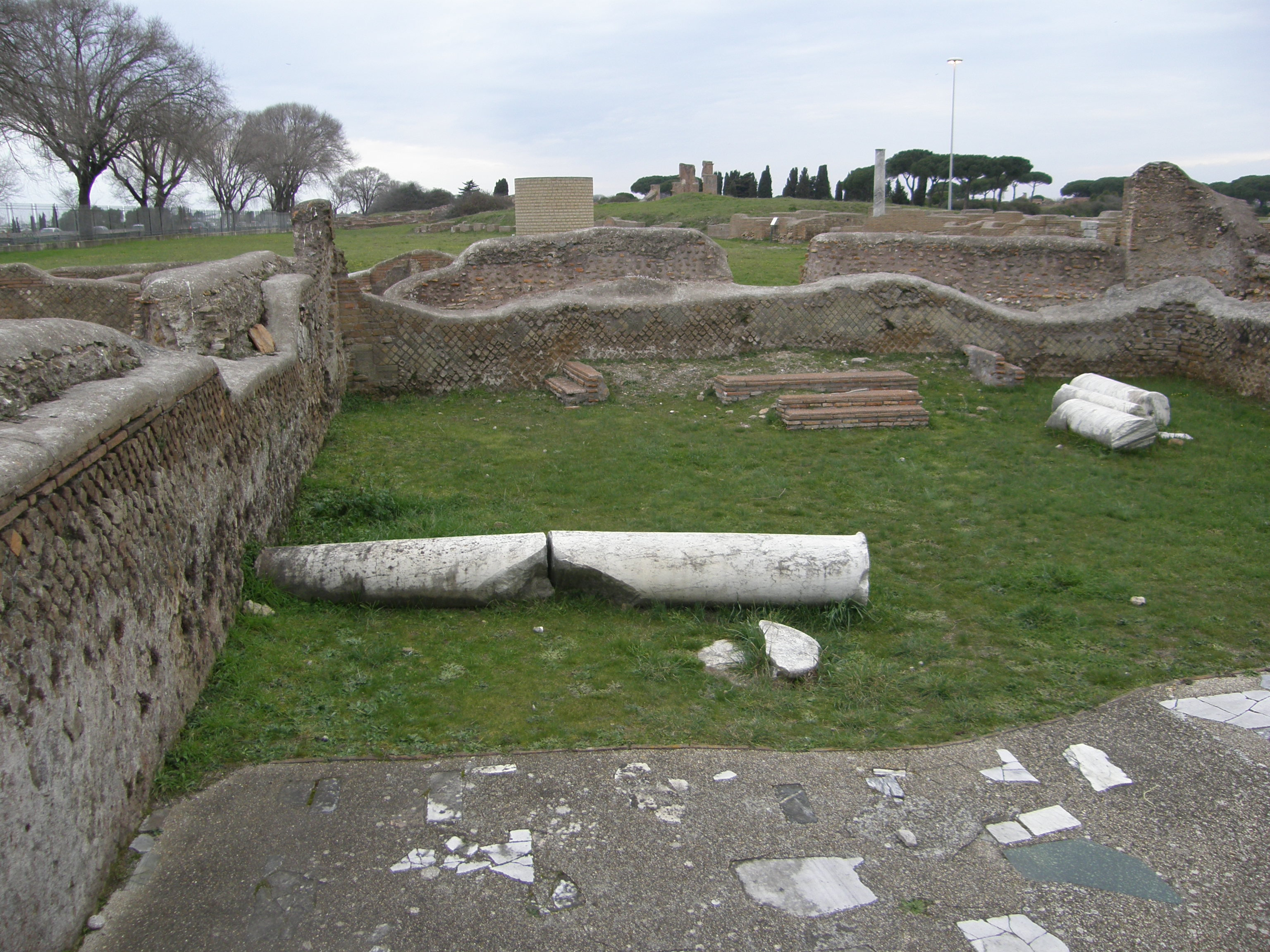
Rovine della sinagoga di Ostia Antica, del I secolo

La religione più antica presente in Italia è l'ebraismo, di cui a Roma è segnalata una presenza ininterrotta fin dai tempi precedenti la comparsa del cristianesimo. La sinagoga di Ostia Antica, del I secolo e di cui sono oggi visibili resti archeologici, è stata la più antica sede di culto ebraico in Europa occidentale e una dei più antichi luoghi di culto della diaspora ebraica, posteriore solo alla sinagoga di Delo. La seconda più antica d'Italia è stata la Sinagoga di Bova Marina, del IV secolo, di cui sono visibili resti archeologici. Storicamente, molte comunità ebraiche hanno vissuto in quartieri appositi, denominati ghetti o quartieri ebraici. Alcuni tra i principali siti storici ebraici sono stati inseriti nell'itinerario culturale del Consiglio d'Europa "Itinerario europeo del patrimonio ebraico".
Sono presenti ventuno comunità ebraiche per un totale di circa 41.500 persone nel 2022, di cui 5.000 stranieri residenti, consociate nell'Unione delle comunità ebraiche italiane (UCEI) che ha un'intesa con lo stato dal 1989 e che, tramite il Collegio Rabbinico Italiano, provvede all'ordinazione dei rabbini (semikhah). Questo ente fornisce inoltre altre qualifiche accademiche riconosciute dallo stato italiano, come ad esempio il diploma universitario triennale in cultura ebraica.
La più grande comunità italiana è quella di Roma, che pubblica anche la rivista Shalom, ed costituita per la maggior parte da ebrei italiani, che praticano il minhag Italkim ("rito italiano"). La seconda comunità per numero è quella di Milano, che è la più internazionale, comprendendo un cospicuo numero di ebrei Mizrahì provenienti dalla Libia e dal Medio Oriente. Sono inoltre presenti comunità di ebrei Ashkenaziti che si sono insediati soprattutto nelle terre dell'ex Repubblica di Venezia (Veneto, Friuli-Venezia Giulia e Lombardia orientale) e in Piemonte, a partire dal tardo Medioevo, ed ebrei Sefarditi che, dopo l'espulsione dal Regno di Napoli, si sono stabilirono soprattutto a Livorno, Firenze, Venezia e in diverse città dell'Emilia. Inoltre ad Asti, Fossano e Moncalvo sono presenti comunità Appam, discendenti degli ebrei espulsi dalla Francia nel Medioevo, la cui liturgia è simile a quella degli aschenaziti, ma con alcuni elementi distintivi.
La maggior parte delle comunità italiane aderenti all'Unione delle comunità ebraiche afferiscono all'Ebraismo ortodosso.
Sono tuttavia presenti anche comunità che professano l'ebraismo riformato, chiamato anche liberale o progressista, a Milano, Firenze, Roma, Bologna, Bergamo e Brescia, associate nella Federazione Italiana per l'Ebraismo Progressivo. 
Infine sono presenti piccoli gruppi che praticano l'Ebraismo ultraortodosso o Charedì, specialmente del movimento Chabad Lubavitch, che si basa su una strettissima osservanza di precetti religiosi.

#### Islam

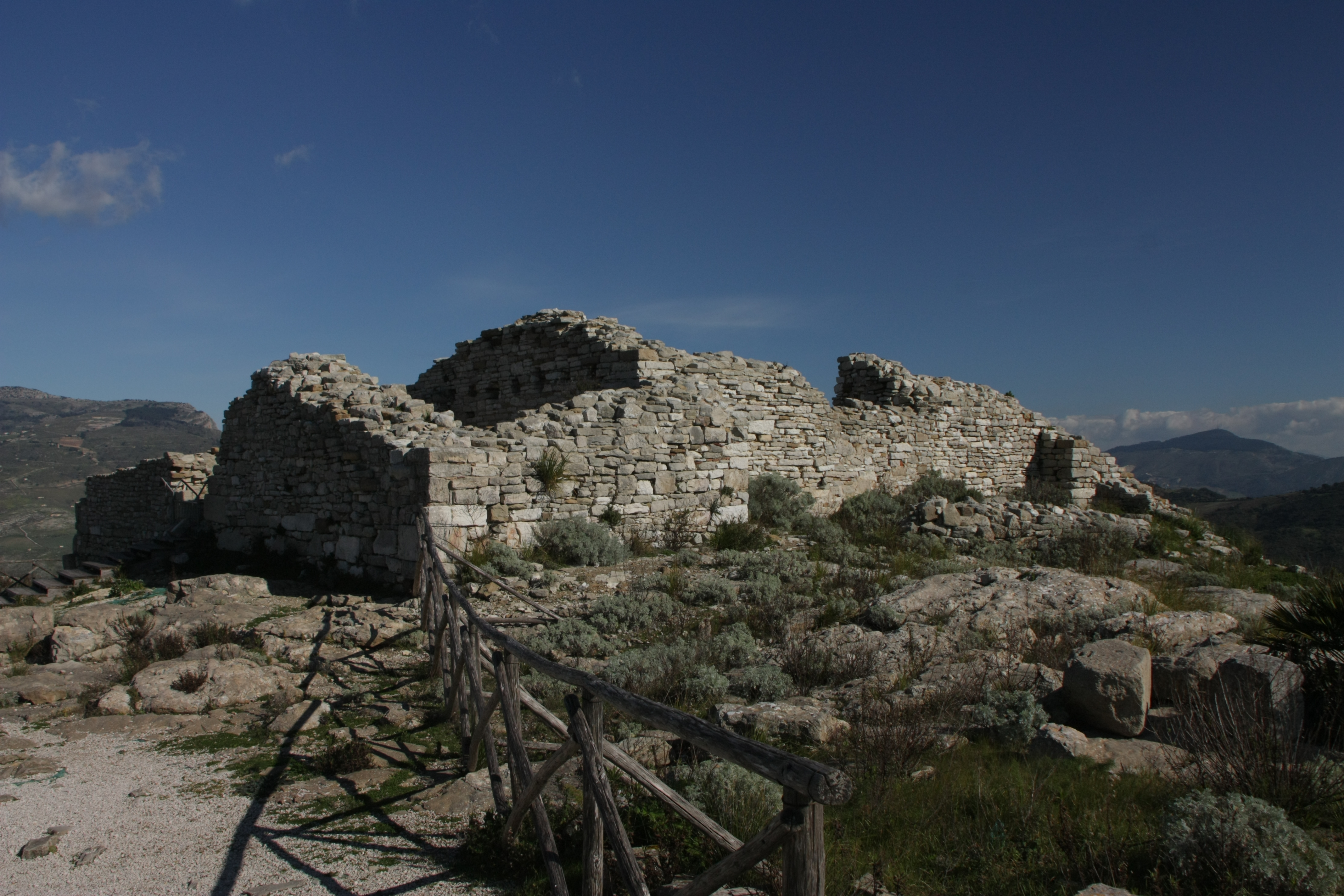
Rovine della Moschea del Venerdì di Segesta (TP), edificata nel XII secolo presso la cima del Monte Barbaro e distrutta nel XIII

La storia dell'Islam in Italia ha radici antiche ed è legata al dominio arabo sulla Sicilia tra l'827 e il 1091 e di altre zone dell'Italia meridionale per più brevi periodi nel corso del medioevo. 
Successivamente la presenza islamica scomparve, ma negli ultimi decenni il numero di fedeli è cresciuto in Italia, soprattutto a seguito dell'immigrazione proveniente da paesi islamici. L'Islam, nelle sue diverse scuole e correnti, è oggi la seconda religione più numerosa in Italia dopo il cattolicesimo, con circa 2.297.000 fedeli, ma dei quali solo 528.000 sono cittadini italiani al 2022.
L'Unione delle comunità e organizzazioni islamiche in Italia (UCOII) è la più diffusa e radicata organizzazione islamica italiana riunendo 122 associazioni sia territoriali sia di settore e gestendo circa 80 moschee e 300 luoghi di culto non ufficiali tramite l'associazione Al-Waqf al-Islāmī fī Īṭāliya.
Il primo luogo di culto islamico moderno in Italia fu un piccolo locale in pieno centro storico di Perugia, chiamata "moschea di Via dei Priori", aperta negli anni 1970 e tuttora in funzione. Nello stesso periodo, a Roma nacque il Centro culturale islamico d'Italia (CCII), con l'appoggio e il coinvolgimento degli ambasciatori di paesi sunniti presso l'Italia o la Santa Sede. Al CCII si devono i primi progetti per la Grande Moschea di Roma, realizzati dell'architetto Paolo Portoghesi a partire dal 1974. La moschea fu poi costruita tra il 1984 e il 1995.
Nel 1980 fu invece inaugurata a Catania la prima moschea ufficiale italiana, la Moschea di Omar, oggi chiusa in quanto sostituita nel 2012 dalla Moschea della Misericordia. Secondo dati del Ministero dell'Interno, nel 2016 erano presenti in Italia 1.251 luoghi di culto islamici, in grandissima parte semplici sale di preghiera (masjid) non ufficiali e registrate come centri culturali o associazioni. Dal 2024 alcuni di questi luoghi di culto, sebbene non riconosciuti come "moschee" vere e proprie, hanno ripreso a praticare in Sicilia il rito del richiamo alla preghiera (adhān) da parte del muezzin.
Le moschee vere e proprie, con le caratteristiche architettoniche canoniche, la cui edificazione è stata spesso oggetto di polemiche e islamofobia, sono invece solo una dozzina, di cui solo sei complete di minareto, ma altre sono in fase di progettazione o costruzione, quali ad esempio la futura moschea di Milano e quella di Pisa.
Dagli anni 1980 fino agli anni 2010 si sono susseguiti tentativi di aprire un'università islamica in Italia, al momento senza successo; sono tuttavia presenti alcuni istituti di studi islamici, tra i quali ad esempio l'Istituto Bayan, e l'Istituto di studi islamici Al-Mustafa, che collabora con l'Università islamica internazionale Al-Mustafa.
Anche in Italia, come nel resto del mondo, è presente il fenomeno del fondamentalismo islamico, anche con casi di violenza e omicidi legati all'applicazione della Shari'a, ma in misura minore rispetto ad altri paesi occidentali. Sono inoltre presenti diverse associazioni islamiche che promuovono invece l'Islam liberale, come ad esempio il Centro Studi Averroè di Roma. 
La quasi totalità dei musulmani in Italia sono sunniti e per la maggior parte, circa il 60%, sono arrivati in Italia dai paesi balcanici (in maggioranza da Albania, Kosovo e Bosnia ed Erzegovina), in seguito alle instabilità politico-sociali venutesi a creare nelle regioni dopo le guerre jugoslave e la guerra del Kosovo.
Si stima il numero complessivo di sciiti in Italia in 15.450 unità, cioè circa l'1,48% del totale dei musulmani. 
Sono presenti anche alcune confraternite sufi, tra le quali la Muridiyya che secondo una stima riunisce circa due terzi dei senegalesi in Italia e Layene, diffusa anch'essa nelle comunità senegalese e capoverdiana. Tra gli albanesi è invece presente -sebbene assai minorataria- la fede bektashi, di derivazione sufi, che dal 2021 ha un proprio teqeja (luogo di culto) a Capena (RM).
L'Ahmadiyya, nuovo movimento religioso islamico, è presente in Italia con l'associazione “The Ahmadiyya Muslim Jama’at Italia”, con sede nazionale a San Pietro in Casale (BO). 
Infine, è presente un piccolo numero di drusi, religione di derivazione musulmana sciita ismailita, che fa riferimento all'European Druze Society.

#### Bahaismo
La fede bahá'í è una religione monoteistica nata in Iran durante la metà del XIX secolo, i cui membri seguono gli insegnamenti di Bahá'u'lláh (1817-1892). Questa religione è presente in Italia dagli inizi del Novecento, portata da credenti americani e iraniani che soggiornavano nella penisola durante i loro pellegrinaggi per raggiungere 'Abdu'l-Bahá in Terra Santa. La comunità bahá'í in Italia si aggira intorno alle 4.500 persone nel 2020, presenti in 300 località sparse sul territorio nazionale.

### Religioni asiatiche

#### Buddhismo

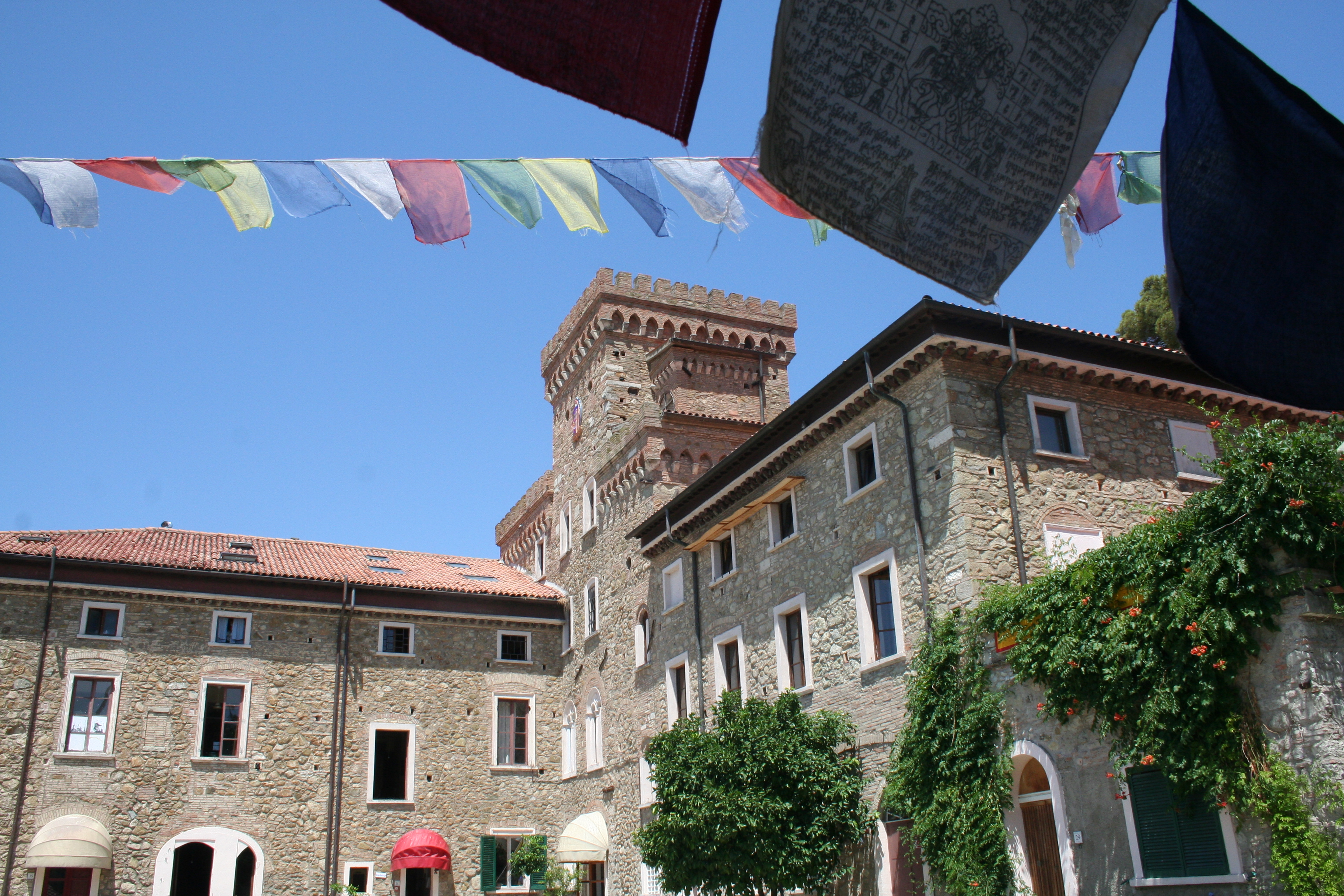
Istituto Lama Tzong Khapa, monastero buddhista tibetano a Pomaia (PI) con le sue bandiere di preghiera tibetane.

Il buddhismo in Italia ha una storia relativamente recente, legata agli sviluppi culturali e sociali del XX secolo, fin dalle attività della Società Teosofica. L'interesse per il buddhismo, tuttavia, come nel resto dell'Occidente, si afferma in maniera consistente in Italia soprattutto a partire dagli anni '60 e '70, grazie alle numerose traduzioni di testi chiave delle diverse scuole buddhiste, al contributo di popolari opere letterarie e cinematografiche, e per il crescente flusso migratorio proveniente da paesi come Cina e Sri Lanka.
Il buddhismo, nelle sue varie scuole e correnti, è oggi la terza religione in Italia, dopo cristianesimo e islam. In base ai dati statistici del CESNUR, nel 2022 vi erano nella penisola italiana 217.000 buddhisti tra i cittadini italiani, cui vanno aggiunti i 125.000 buddhisti tra i residenti stranieri, per un totale di 342.000 buddhisti che rappresentano lo 0,58% della popolazione residente.
In Italia sono rappresentate numerose scuole del Buddhismo, come ad esempio Theravāda, Mahāyāna, Vajrayāna, Chán, Zen, Seon e Tendai, e diverse tradizioni, tra le quali quelle cinesi, tibetane, coreane e giapponesi. La maggior parte dei centri si sono riuniti nel 2000 nell'Unione Buddhista Italiana, con sede a Roma, che ha un'intesa con lo stato dal 2012. Invece i centri del Soka Gakkai hanno stipulato l'intesa nel 2015.

#### Induismo

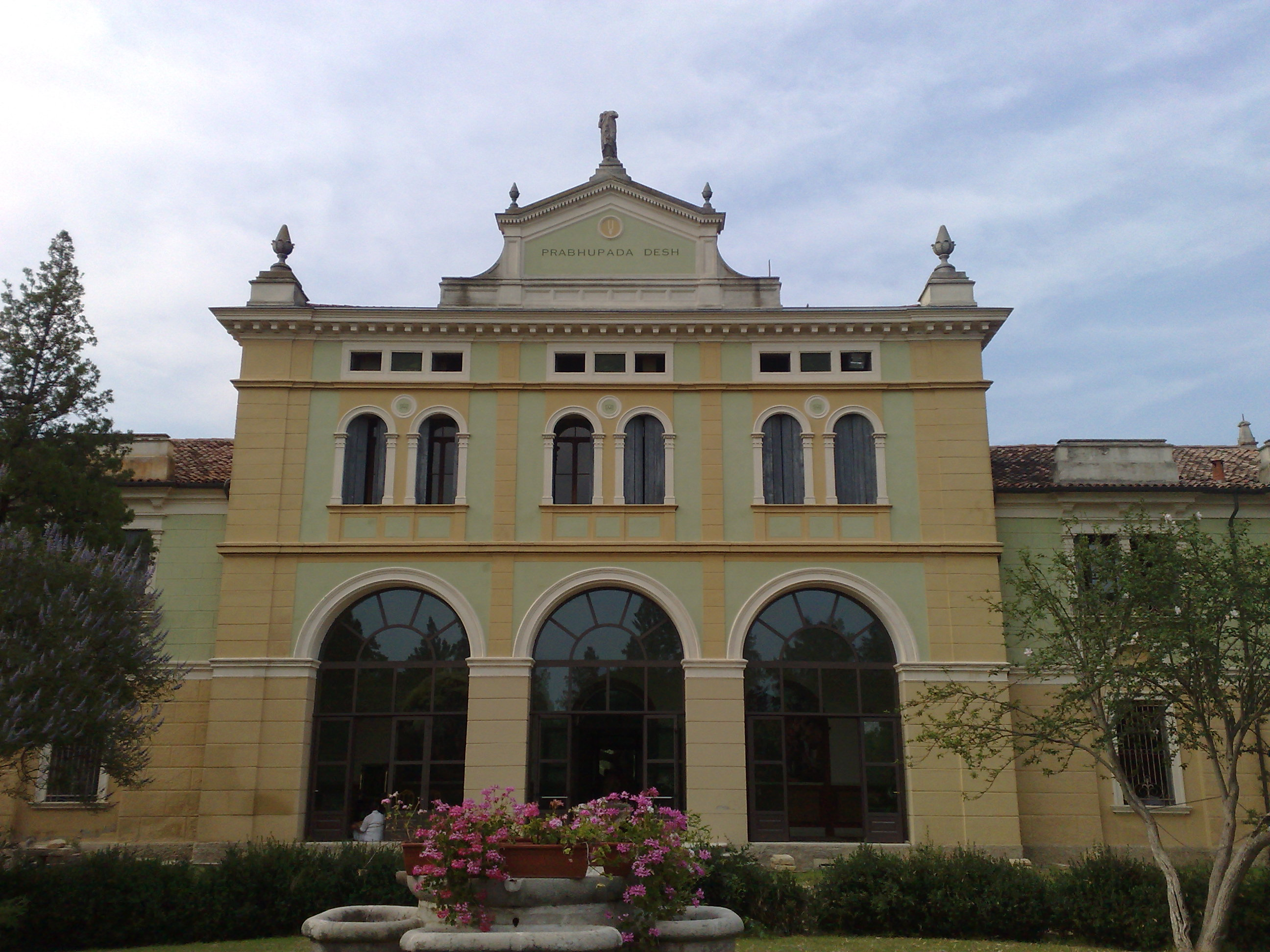
Prabhupada Desh, tempio Hare Krishna ad Albettone (VI).

L'altra religione di origine indica, l'induismo, in Italia è praticata al 2022 da 167.000 residenti originari dal subcontinente indiano e da 55.000 cittadini italiani, per un totale di 222.000 persone, lo 0,5% della popolazione residente. Sono rappresentate numerose scuole afferenti a diverse correnti devozionali quali ad esempio Visnuismo, Scivaismo e Śhaktismo.
In questo numero sono contati anche i membri del movimento Hare Krishna e dei vari gruppi del Viṣṇuismo gauḍīya.
La maggior parte dei centri induisti italiani fanno parte dell'Unione induista italiana, che ha un'intesa con lo stato dal 2012.
Sono presenti in Italia alcuni mandir (templi), tra i quali Shri Hari Om di Pegognaga, afferenti a varie darśana (scuole teologiche). Inoltre, ad Altare (SV) si trova il monastero induista tradizionale Swaami Gitananda Ashrama Marici, che comprende diversi templi, tra i quali il grande Śrī Lalitā Maha Tripurasundarī.
Inoltre in Italia si annoverano diversi movimenti neoinduisti, tra i quali il principale è quello Hare Krishna, presente con nove centri.
Sono infine presenti affiliati ai movimenti Self-Realization Fellowship Ananda Marga e seguaci degli insegnamenti di Sathya Sai Baba.

#### Sikhismo

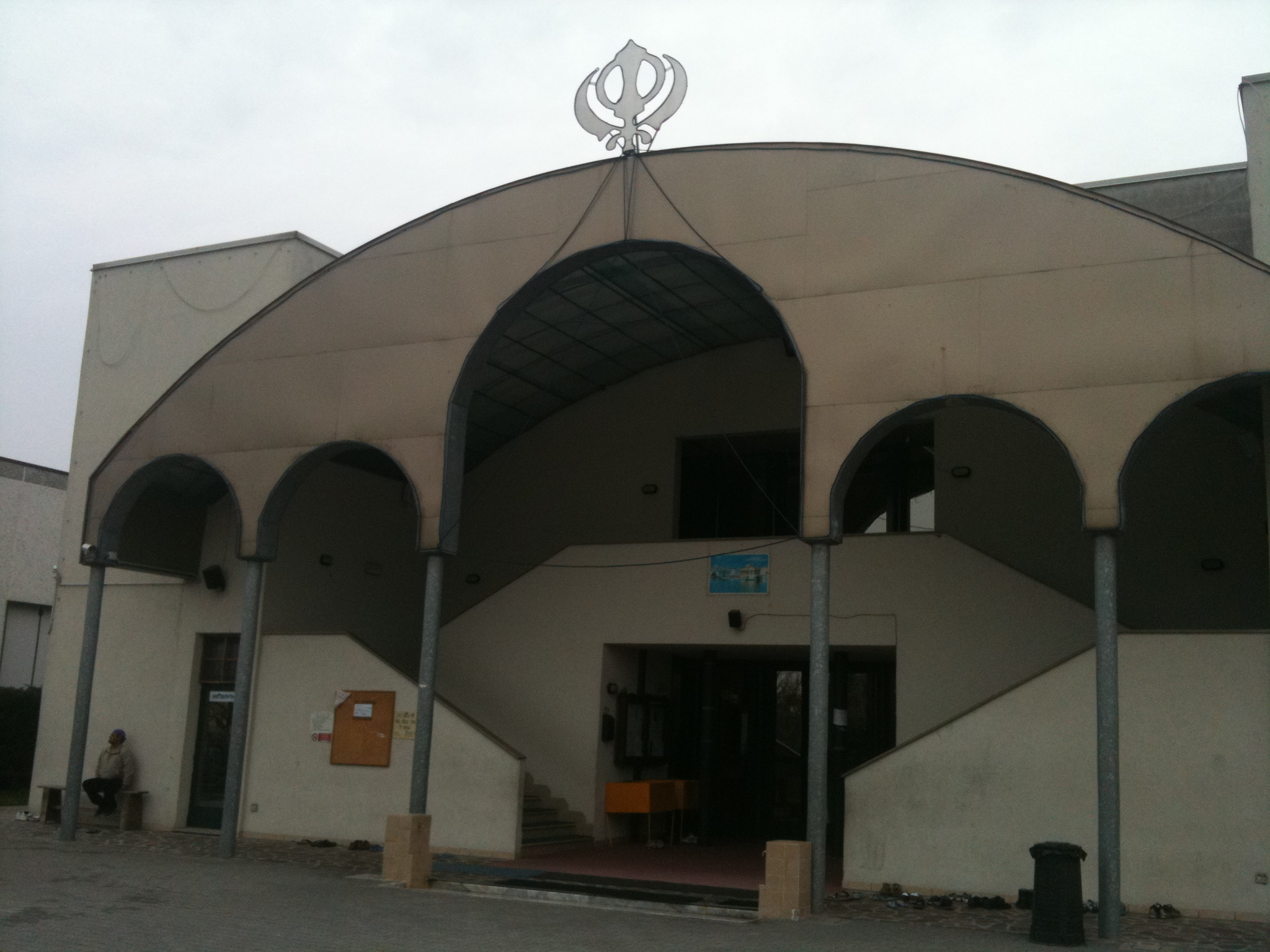
Il gurdwara Singh Sabha di Reggio Emilia

Il sikhismo e i movimenti da esso derivati, diffusi in Italia attraverso i flussi migratori del XX secolo, contano circa 20.000 aderenti nel 2022.
In Italia sono presenti circa 40 gurdwara (templi), tra i quali il più grande è il Gurdwara Shri Kalgidhar Sahib di Pessina Cremonese (CR). 
Dal 2021 la maggior parte dei luoghi di culto Sikh italiani fanno capo all'Unione Sikh Italia.

#### Altre religioni orientali
Al 2022, il CESNUR stima a circa 100.000 i seguaci di altre religioni orientali, includendo in questo gruppo lo zoroastrismo iraniano, le religioni cinesi, le religioni giapponesi e le nuove religioni giapponesi (3.800 aderenti) tra le quali il Sûkyô Mahikari. Varie forme di religione tradizionale cinese contano fedeli tra i cinesi residenti in Italia, tra i quali sono diffuse anche tradizioni di origine confuciana. Associazioni e istituti culturali cinesi, come ad esempio l'Istituto Confucio, finalizzati a fare conoscere in Italia la cultura cinese, propongono talvolta iniziative su questi argomenti. Sarebbero presenti anche un centinaio di seguaci del Falun Gong, che anche in Italia veicola il proprio credo tramite le performance della compagnia teatrale Shen Yun Performing Arts.
Invece, a differenza di altri paesi europei, in Italia sono quasi totalmente assenti il giainismo e lo yazidismo. 
Infine, pratiche di origine spirituale orientale, quali ad esempio reiki, qi gong, feng shui, ayurveda, medicina tradizionale cinese, yoga, meditazione trascendentale e altre tecniche di meditazione, sono ampiamente diffuse in Italia anche tra chi non segue religioni orientali. Talvolta vengono vissute come semplici tecniche, disgiunte dalla loro origine spirituale, e altre volte come esperienze religiose o quasi-religiose.

##### Radha Soami

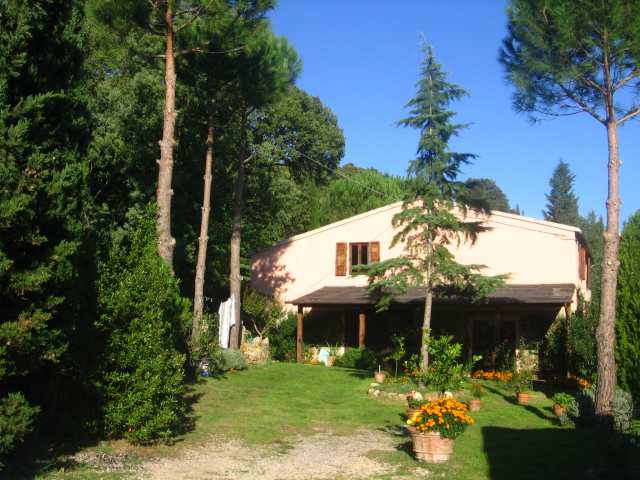
L'ashram Sant bani di Ribolla (GR), uno dei luoghi Radha Soami in Italia

Il Radha Soami è una religione nata a fine XIX secolo, che si pone come sintesi tra il Sikhismo (religione contenente anche elementi dell'Islam Sufi) e l'Induismo di corrente Sat Mat. La sua classificazione è oggetto di controversie tra chi la considera una religione a sé stante e chi una branca del Sikhismo. Talvolta è invece considerata un'organizzazione induista.
In Italia è presente dagli anni '70 con quattro gruppi..

##### Taoismo
Il taoismo è rappresentato in Italia da alcune organizzazioni: la Chiesa Taoista d'Italia fondata nel 2013, l'Associazione taoista italiana fondata nel 2015 dal gran maestro cinese You Xuande e presieduta dal maestro You Lidao (Giuseppe Siani), e l'associazione Il Grande Risveglio retta dal maestro Chen Feilong (Marco Montagnani). La Chiesa taoista d'Italia e l'Associazione taoista italiana afferiscono entrambe al taoismo della scuola Xuanwu dei Monti Wudang (Wǔdāng Xuánwǔ pài). L'associazione Il Grande Risveglio rappresenta invece la dottrina sincretica della Via per Rinvenire l'Autentico (Xiu Zhen Dao), di base taoista, ma integrante altre tradizioni cinesi e non cinesi.
La Chiesa taoista d'Italia ha sede a Caserta presso il Tempio della Suprema Armonia. L'Associazione taoista italiana ha sede a Roma e ha contribuito alla fondazione dell'Associazione taoista europea nel 2017, con sede in Sardegna. L'associazione Il Grande Risveglio ha sede a Chiusi della Verna (AR), presso il Tempio delle Sei Armonie, fondato nel 2012 e residenza di una comunità semi-monastica.

##### Yiguandao
L'organizzazione religiosa cinese Yiguandao è presente tra i cinesi in Italia. Il primo luogo di culto dello Yiguandao è stato inaugurato nel 2011 nel quartiere di Torpignattara di Roma. Lo Yiguandao affonda le radici in un'antica tradizione cinese di organizzazioni religiose popolari di salvazione: il culto è reso alla Venerabile Madre Eterna (Wúshēng Lǎomǔ), matrice suprema primordiale anche detta Splendente Deità Suprema (Míngmíng Shàngdì), attraverso una serie di intermediari tra cui il dio delle arti marziali Guangong e la dea della misericordia Guanyin. Lo Yiguandao è anche caratterizzato da una dottrina millenaristica rappresentata da Maitreya, atteso come futuro messaggero della Madre Eterna.

##### Shintoismo

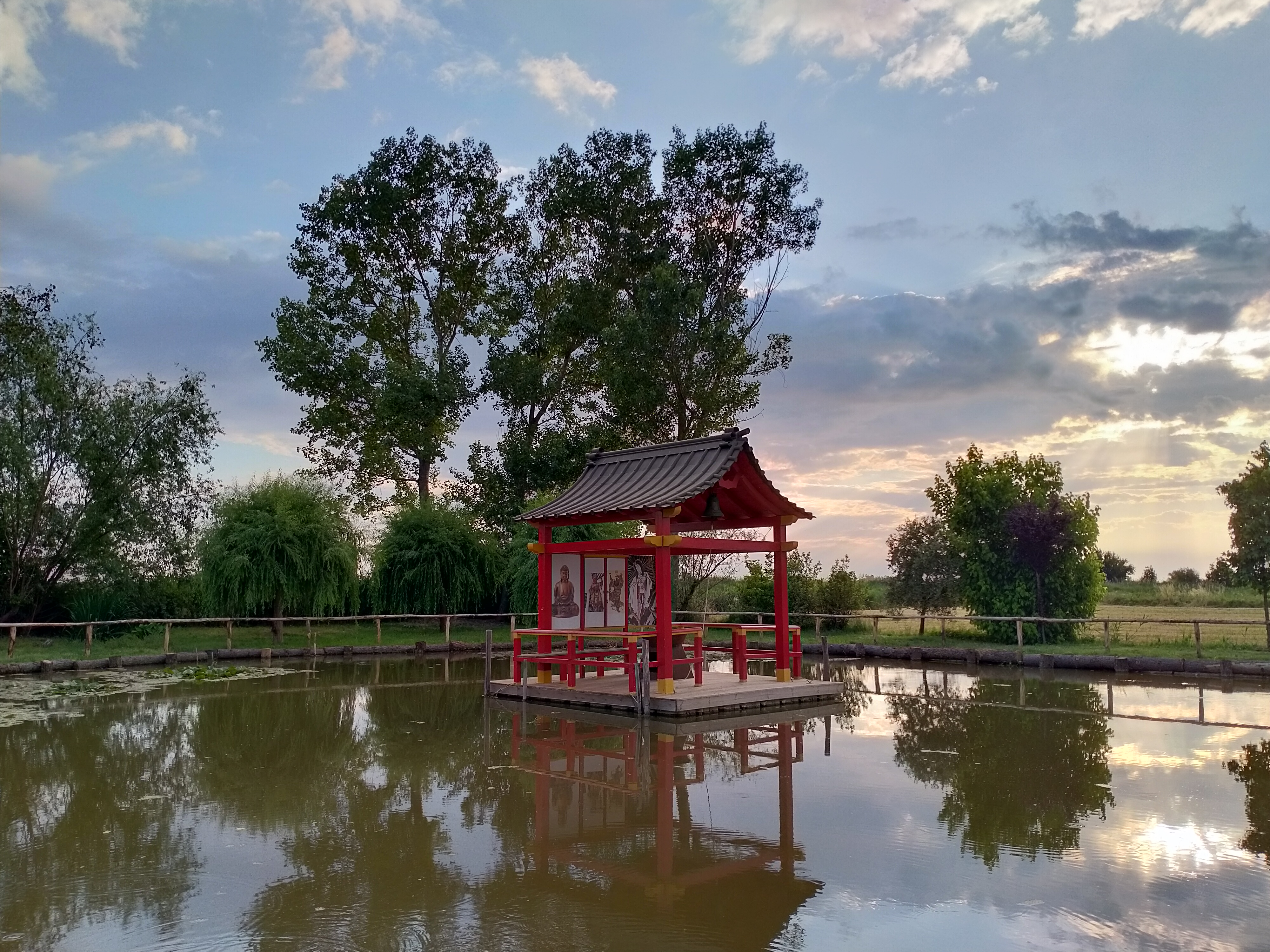
Jinja galleggiante di Massarosa (LU), raro esempio di tempio shintoista in Italia

Lo Shintoismo è diffuso principalmente tra i giapponesi in Italia.
In Italia non ci sono luoghi di culto ufficiali dello Shintoismo affiliati alla Jinja Honcho, e i fedeli di questa religione devono riferirsi al San Marino Jinja presente nella vicina Repubblica di San Marino.
Tuttavia, a Massarosa (LU) è presente un jinja (santuario shintoista) dedicato ad Amaterasu, la dea del sole, edificato dalla Fondazione Scibetta e cosiddetto "galleggiante" perché l'honden è costruito su un isolotto artificiale in un laghetto. L'accesso al santuario avviene passando attraverso un torii dal quale parte il sandō che conduce alla parte più sacra dell'area. In prossimità dell'ingresso, è presente anche un chōzuya (tempietto per i riti di purificazione). Il luogo di culto è indicato anche come "tempio buddhista shintoista" (jingū-ji), secondo l'antica tradizione shinbutsu shūgō, precedente alla shinbutsu bunri (separazione tra i kami e i buddha avvenuta a seguito della Restaurazione Meiji). 
Inoltre talvolta le associazioni e gli istituti culturali giapponesi presenti in Italia organizzano eventi legati al culto shintoista, come ad esempio la festa del Matsuri. 

##### Rajneeshismo
Tra i nuovi movimenti religiosi, il movimento di Osho Rajneesh (i cosiddetti "arancioni"), spiritualità con caratteristiche sincretiche di origine gianista ma che incorpora elementi di svariate tradizioni e filosofie, è tra i più significativi numericamente, contando secondo alcune stime fino a 4.000 aderenti. 
Sono presenti nel paesi vari centri di meditazione, tra i quali l'Istituto Osho Miasto a Casole d'Elsa (SI). 

### Altre religioni

#### Movimenti del potenziale umano, religioni ufologiche, New Age e Next Age
Il CESNUR al 2022 stima circa 30.000 membri di movimenti del potenziale umano tra i quali Scientology e circa 20.000 membri di movimenti New Age e Next Age, comprendente una grande varietà di organizzazioni che combinano sincreticamente concetti tratti dalle religioni storiche.
Tra le realtà New Age più significative, si annovera la Federazione Damanhur, a Vidracco (TO), dove è presente anche il Tempio dell'Umanità. Inoltre, secondo la teoria New Age delle ley lines, in Italia si trovano ben tre punti della Linea di San Michele Arcangelo, su un totale di otto.
In Italia sono inoltre presenti numerosi centri che propongono tecniche di origine spirituale New Age quali ad esempio la psicologia transpersonale, le costellazioni familiari, l'agricoltura biodinamica, la musica New Age e specifiche tecniche di meditazione e massaggi. Talvolta esse sono vissute come semplici tecniche, disgiunte dal loro originario aspetto spirituale, e altre volte come esperienze religiose o quasi-religiose.
Tra le religioni ufologiche, cioè la cui fede si baserebbe su entità aliene, è presente in Italia un piccolo gruppo di seguaci del movimento raeliano. Secondo alcuni osservatori, anche Scientology può essere classificato come religione ufologica, a causa della sua cosmogonia basata sulla figura di Xenu, sebbene gli Scientologist abbiano sempre respinto questa etichetta.
A inizio anni 2020 è nato in Italia in ambienti complottisti e terrapiattisti il nuovo movimento religioso Culto del Nuovo Mondo/Culto di ShinSekai.

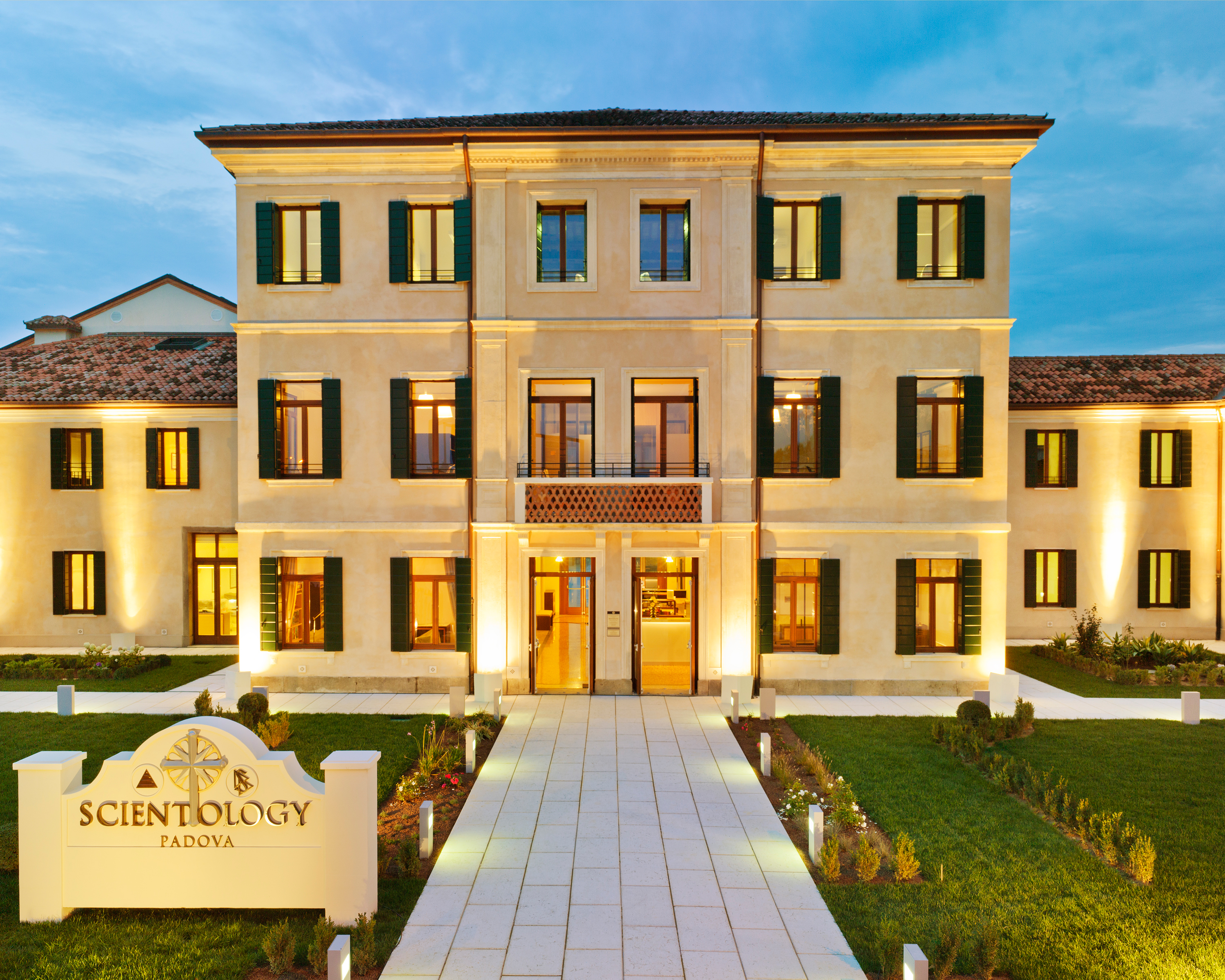
Chiesa di Scientology a Padova
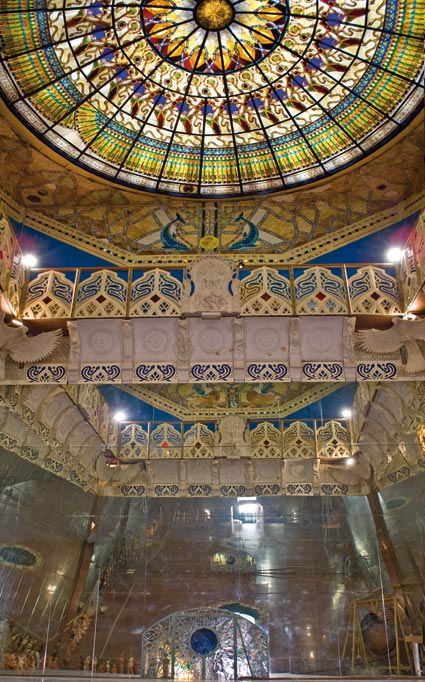
Sala degli specchi del Tempio dell'Umanità nel villaggio New Age chiamato Federazione di Damanhur, nei pressi di Vidracco (TO)

#### Neopaganesimo, neodruidismo, neosciamanesimo e neostregoneria
Secondo i dati del CESNUR nel 2020 in Italia vi erano circa 3.200 aderenti a religioni neopagane, neodruidiche, neosciamaniche o di neostregoneria.
Il neopaganesimo è un insieme di culti variegati che dichiarano di discendere o di ispirarsi alle religioni pagane di epoca classica. Tra questi, si annoverano il neopaganesimo romano-italico, rappresentato dalla Via romana agli dei, ispirato alla mitologia romana, cui aderiscono organizzazioni come l'organizzazione Nova Roma, l'Associazione Tradizionale Pietas, che gestisce diversi luoghi di culto in varie regioni italiane, la Communitas Populi Romani, che organizza a Roma la Giornata della Rinascita Politeista, il Movimento Tradizionale Romano, l'associazione dalla più lunga continuità nel tempo, la Societas Hesperiana pro Cultu Deorum, concentrata sul culto del Genius Loci e sulla geografia sacra, e la Federazione Pagana, che presenta elementi più attinenti alla mitologia greca e alle forme neopagane e neostregoniche.
Vi sono poi neopagani che dichiarano di discendere o ispirarsi ad altre antiche religioni europee e mediterranee, come l'etenismo germanico, ispirato alle mitologia germanica e norrena, cui aderiscono la Comunità Odinista, il Tempio del Lupo (Wolfsangismo), l'associazione Άsa-Ódhinn (ramo italiano dell'Asatru Folk Assembly), l'Associazione Bosco di Chiatri e la Tribù Winniler – Cerchio Bragafull (Vanatrú); il kemetismo, ispirato all'antica religione egizia; il celtismo e il druidismo, ispirati alla mitologia celtica e rappresentati dal Cerchio Druidico Italiano, dall'Ordine Druidico Italiano Bosco dell'Awen e dal Movimento Spirituale Riformato dei Nativi d’Insubria (Celtismo); e l'ellenismo, ispirato alla mitologia greca.
Tra i movimenti classificabili come neosciamanici, cioè che dichiarano di discendere o ispirarsi allo sciamenesimo tradizionale, sono presenti in Italia alcuni piccoli gruppi che si rifanno al misticismo dell'America precolombiana e altri afferenti al Movimento della Dea, come il Tempio della Grande Dea di Roma e il Tempio della Dea a Torino ed a Sassari.
Infine, la neostregoneria è l'insieme di culti che dichiarano di discendere o di ispirarsi alla Vecchia Religione e alla Stregoneria italiana. Tra queste, le più diffuse in Italia sono la Stregheria, fondata negli anni 1970 dall'italoamericano Leo Martello, e la Wicca, presente con coven appartenenti a diverse tradizioni: Wicca britannica tradizionale (gardneriana e alexandriana), Black Forest, Tempio di Ara, Fratellanza Minoica, NY Wica Tradition, Seax-wica, Wicca italica, Tempio di Callaighe e Wicca dianica. Dal 2002 è attivo il Circolo dei Trivi, una delle prime associazioni wiccan italiane, che gestisce il Tempio della Luna a Milano. Sia la Wicca che la Stregheria si ispirano al testo Aradia, o il Vangelo delle Streghe, che costerebbe informazioni sull'antica tradizione stregonesca italiana. Sono inoltre presenti piccoli movimenti locali indipendenti che vengono talvolta indicati come "stregoneria tradizionale". 

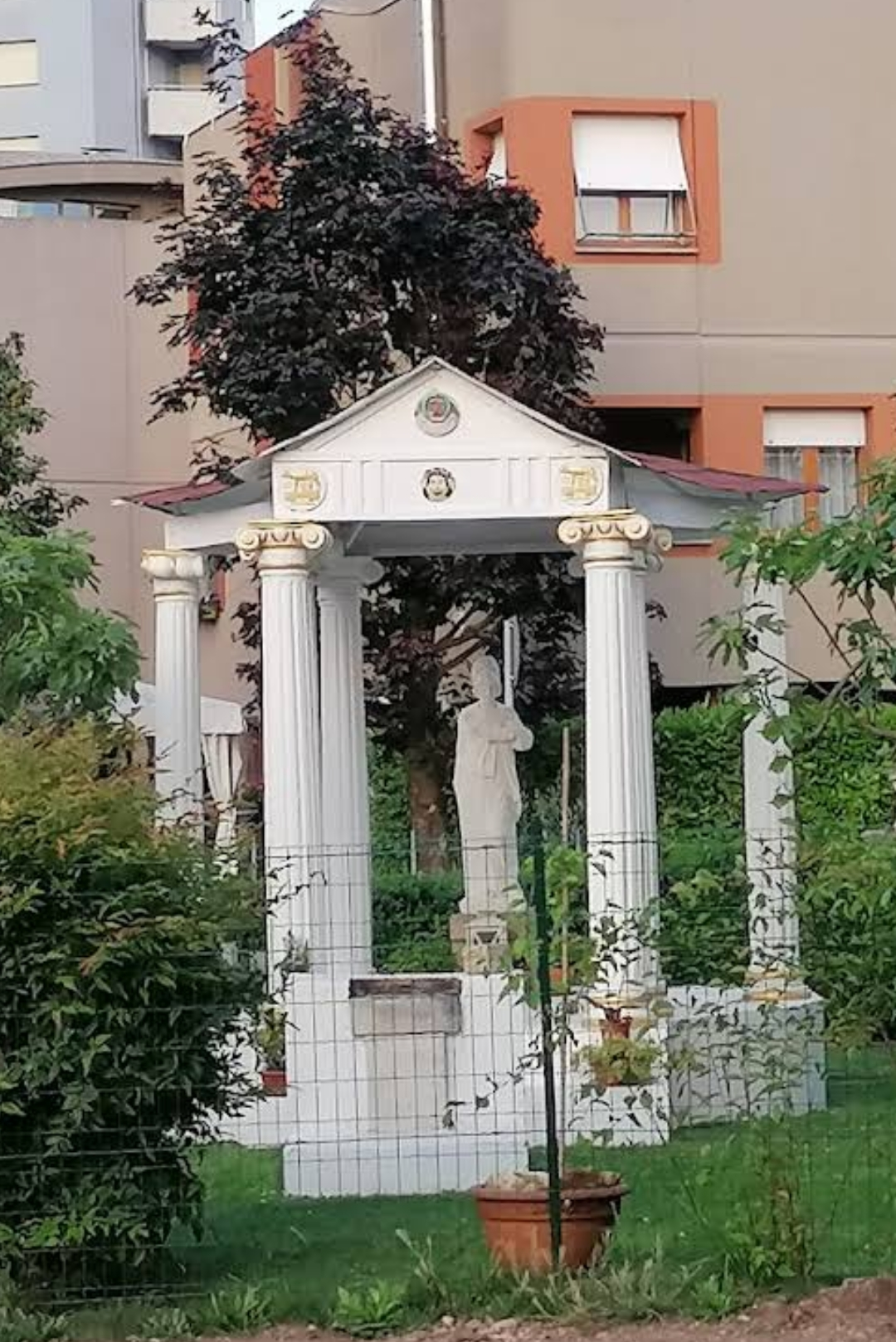
Tempio neopagano di Minerva Medica a Pordenone, costruito dall'Associazione Tradizionale Pietas
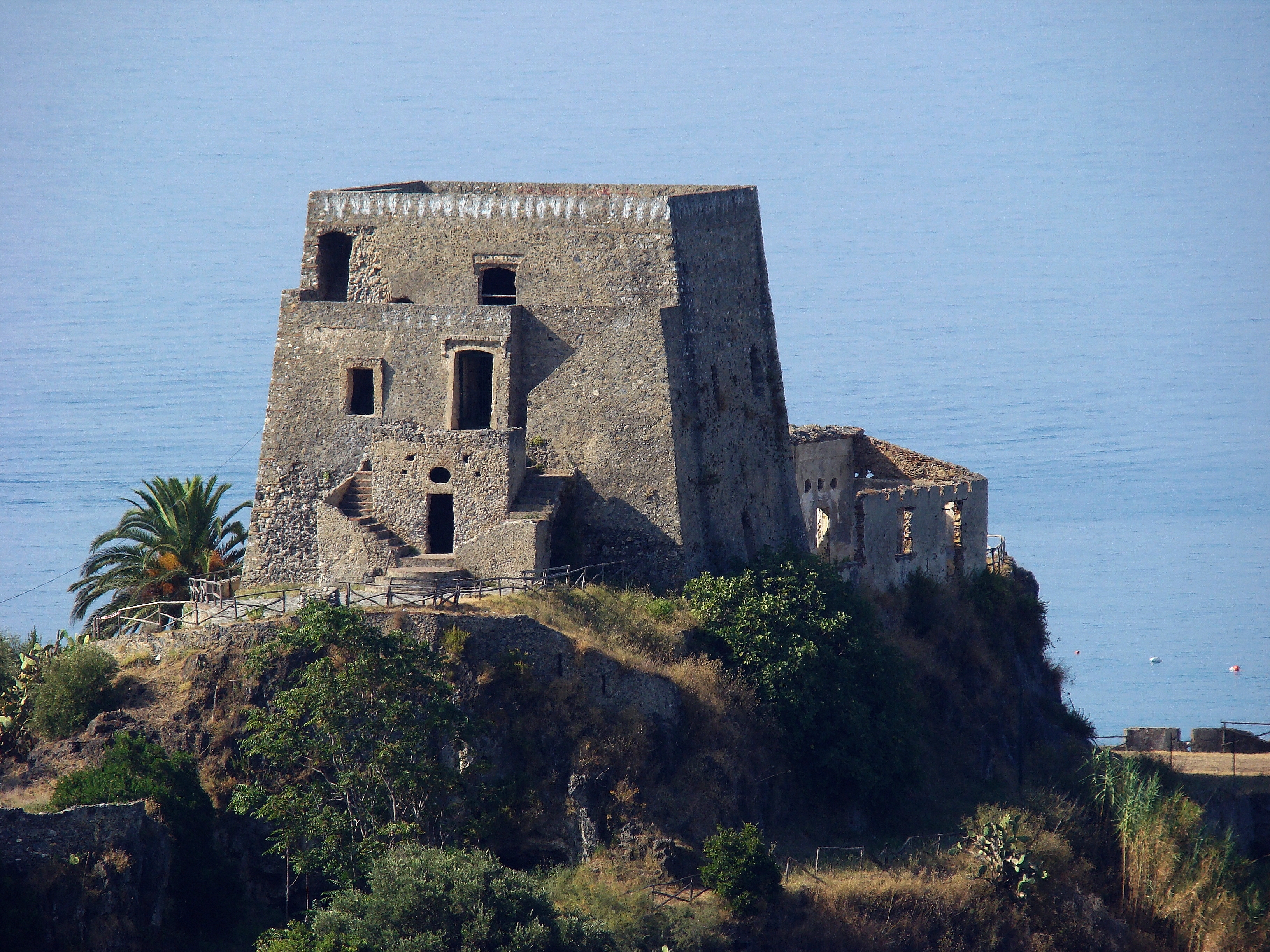
Torre Talao a Scalea (CS) dove Amedeo Rocco Armentano, intorno al 1910 realizzò la Schola italica, uno dei primi esempi di neopaganesimo in Italia, ispirato all'antica Scuola pitagorica.
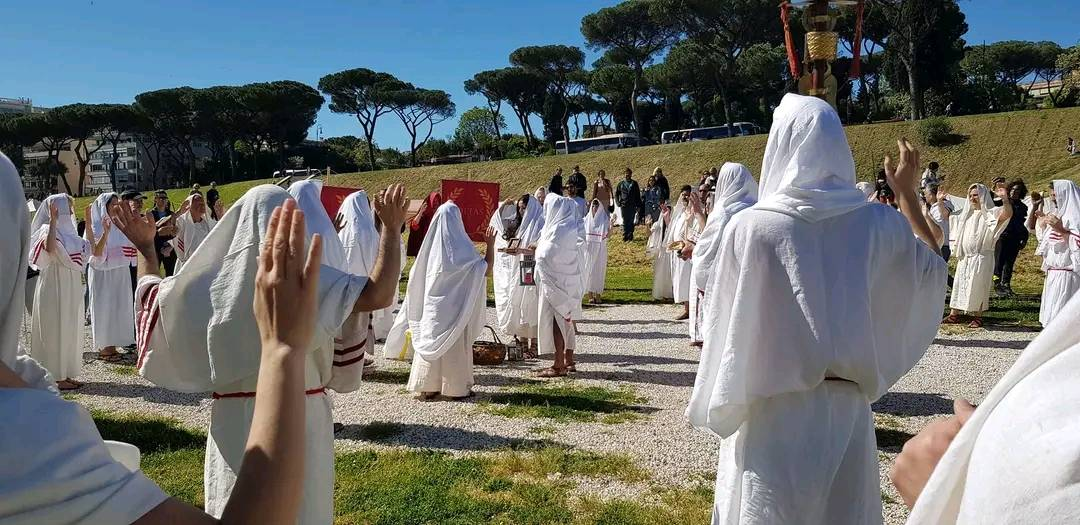
Rito ai numi tutelari di Roma in occasione del 2777 Natale di Roma. Svolto da Pietas Comunità Gentile

#### Religioni africane, afroamericane e americane

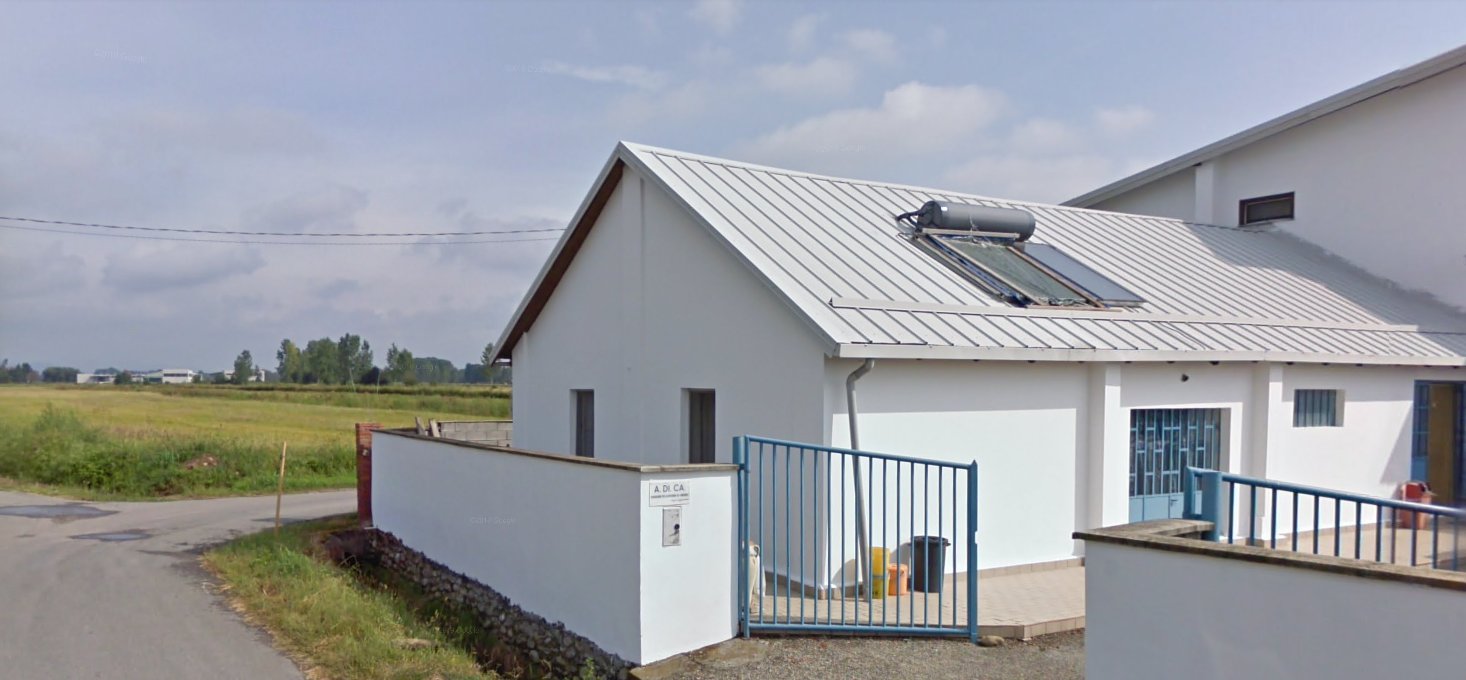
Terreiro (tempio) Candomblé ad Arborio (VR)

Nelle comunità di immigrati africani, come ad esempio quella nigeriana, si annoverano alcuni seguaci di religioni tradizionali, come il Juju e altre religioni animiste che, sebbene molto minoritarie anche tra gli stessi immigrati, hanno avuto grande eco sui mass media, anche a seguito di indagini di polizia che hanno riguardato la malavita africana in Italia.
Sono presenti inoltre piccole o piccolissime comunità di fedeli sia italiani sia immigrati sud e centroamericani, e talvolta luoghi di culto, di varie religioni di origine afroamericana e americana. In questo gruppo eterogeneo si possono fare rientrare le fedi sincretiche di origine yoruba e bantu (Macumba) quali Canbomblé, Umbanda, Santeria, Vudù, ma anche Rastafarianesimo (religione di tipo abramitico con alcuni elementi di origine cristiana), Chiesa del Santo Daime (nuovo movimento religioso di tipo profetico che incorpora elementi di cattolicesimo popolare, spiritismo kardecista, animismo africano e sciamanesimo sudamericano), culto della Santa Muerte (religione neopagana di ispirazione pre-colombiana), la spiritualità tradizionale (di matrice sciamanica) dei Lakota diffusa dall'associazione Wambli Gleska di Campi Bisenzio (FI) e altri ancora.
Di queste religioni, il Camdomblé è tra i più presenti in Italia con diversi terreiros (templi) attivi, tra i quali ad esempio Ilê Alaketu Asé Ayrá dell'Associazione per la diffusione del Candomblé di Arborio (VR), e il Centro Culturale Candomblé Milano. È diffuso soprattutto nella forma Candomblé Keto. A Roma è inoltre presente il terreiro Templo de Umbanda "Ventos do Oriente Caboclo Sete Flechas" dove vengono svolte giras (cerimonie) sia Umbanda che Candomblé. 

#### Satanismo
Oggi secondo i dati forniti dal CESNUR nel 2022, in Italia ci sarebbero circa 350 satanisti afferenti sia organizzazioni strutturate, anche a diffusione internazionale, come ad esempio l'Ordine dei Nove Angoli o il Tempio di Set, sia piccoli gruppi locali, come i Bambini di Satana, noti per fatti di cronaca avvenuti negli anni '80 e '90 o l'Unione Satanisti Italiani. Nonostante l'esiguità del loro numero, hanno avuto grande eco mediatica a causa dei terribili omicidi rituali commessi da alcuni di loro, tra i quali i più noti sono quelli delle Bestie di Satana tra il 1998 ed il 2004 e il martirio di una suora cattolica a Chiavenna nel 2000 ad opera di tre sataniste.

## Movimenti e organizzazioni iniziatiche
Al di fuori del contesto religioso, vi sono movimenti e organizzazioni spirituali che operano anche in un ambito iniziatico ed esoterico, come ad esempio quello massonico. Le prime testimonianze certe della presenza della massoneria in Italia risalgono al 1728, mentre nel 1805 venne fondato a Milano il Supremo Consiglio d'Italia del Rito scozzese antico e accettato, che portò alla nascita e allo sviluppo del Grande Oriente d'Italia, a cui appartennero tra gli altri, Mazzini, Garibaldi, nonché vari esponenti della politica e della letteratura.
Sono stimati essere presenti circa 40.000 iscritti alle varie obbedienze massoniche, che in ogni caso non si autodefiniscono come gruppi religiosi.. L'appartenenza alla Massoneria è d'altronde considerata da alcune religioni, come ad esempio quella cattolica, altre confessioni cristiane e alcune scuole di pensiero islamiche, incompatibile con il proprio credo.
Agli inizi del Novecento, varie forme di spiritualismo come quello kremmerziano, alimentate anche dalla diffusione dei movimenti teosofici e successivamente antroposofici, stimolarono la ricerca dei fondamenti storici e occulti su cui edificare un'identità nazionale, per recuperare il loro nucleo sapienzale ritenuto perenne.
Esponente di tale «perennialismo» fu in Italia Julius Evola, che si propose di rivitalizzare le radici romane e ghibelline della tradizione ermetica italiana.
Alla riscoperta di un cristianesimo esoterico si rivolsero invece i seguaci della Società antroposofica, i cui principali maestri in Italia furono Giovanni Colazza e Massimo Scaligero, mentre il primo nucleo italiano della Società Teosofica era stato fondato nel 1902 a Vicenza, dove ha mantenuto la sua sede legale.
Nel secondo dopoguerra è stata inoltre fondata in Toscana l'archeosofia ad opera di Tommaso Palamidessi, derivante da concezioni teosofiche ma incentrata anch'essa su un cristianesimo esoterico.
Oggi secondo i dati forniti dal CESNUR nel 2022 circa 16.800 persone aderiscono a numerosi e variegati movimenti spirituali. Tra questi: 3.100 teosofi e post-teosofi, come ad esempio gli afferenti all'archeosofia (dottrina sviluppata proprio in Italia da Tommaso Palamidessi alla fine degli anni '60), 2.100 rosacrociani, 2.000 martinisti, ermetici, kremmerziani e aderenti ad altri gruppi di magia cerimoniale, come ad esempio quelli di derivazione thelemica che ebbero proprio in Italia uno dei loro principali centri e vari gruppi della via della mano sinistra o della mano destra, 1.500 gnostici, 1.000 spiritisti e seguaci di gruppi di parapsicologia e ricerca psichica, e 350 satanisti. Sono inoltre presenti diversi altri gruppi esoterici minoritari, quali ad esempio quelli di derivazione gurdjieffiana e i neotemplari (di cui tuttavia esistono anche gruppi cattolici, come ad esempio i Templari Cattolici d'Italia).

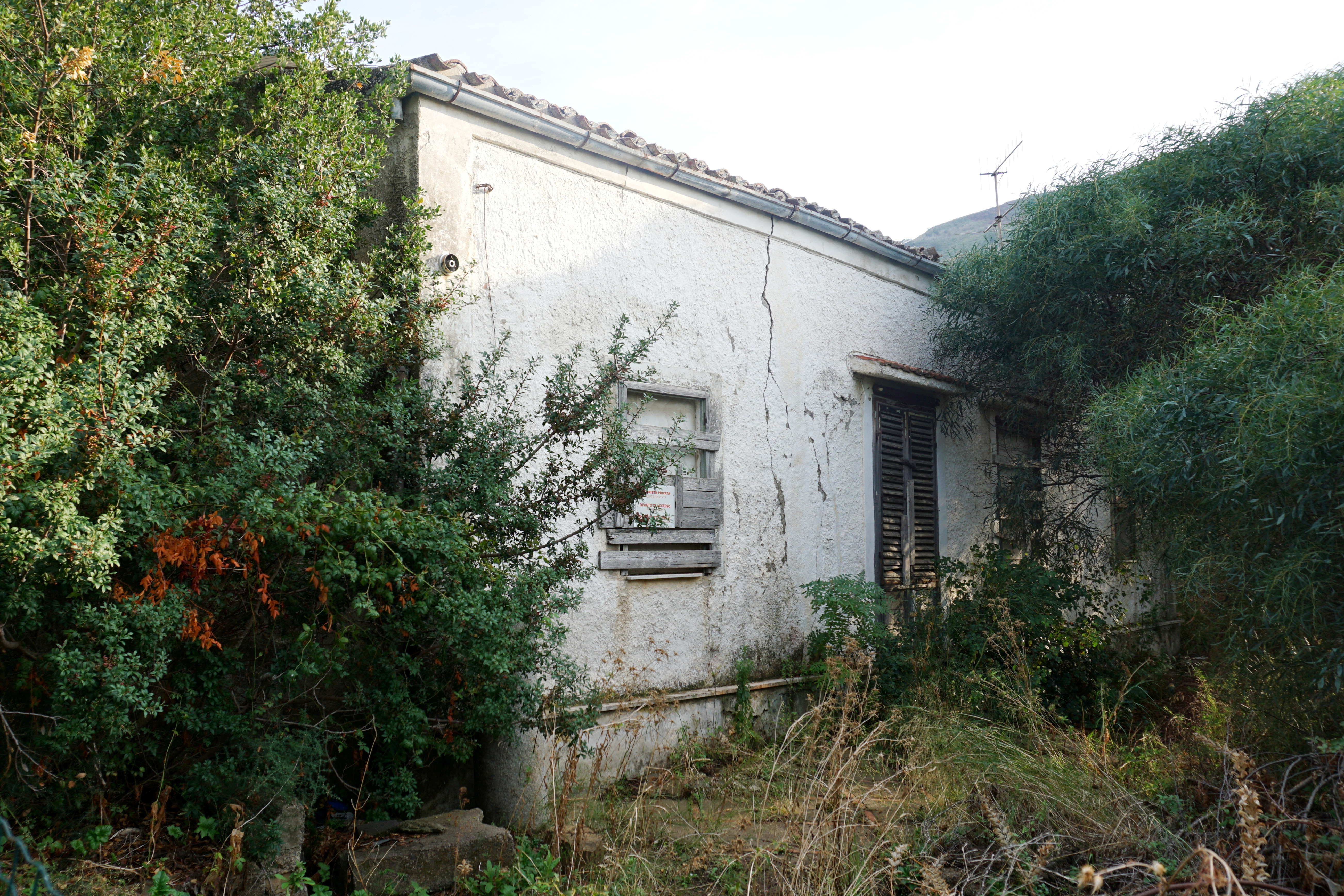
Resti dell'Abbazia di Thélema a Cefalù (PA)
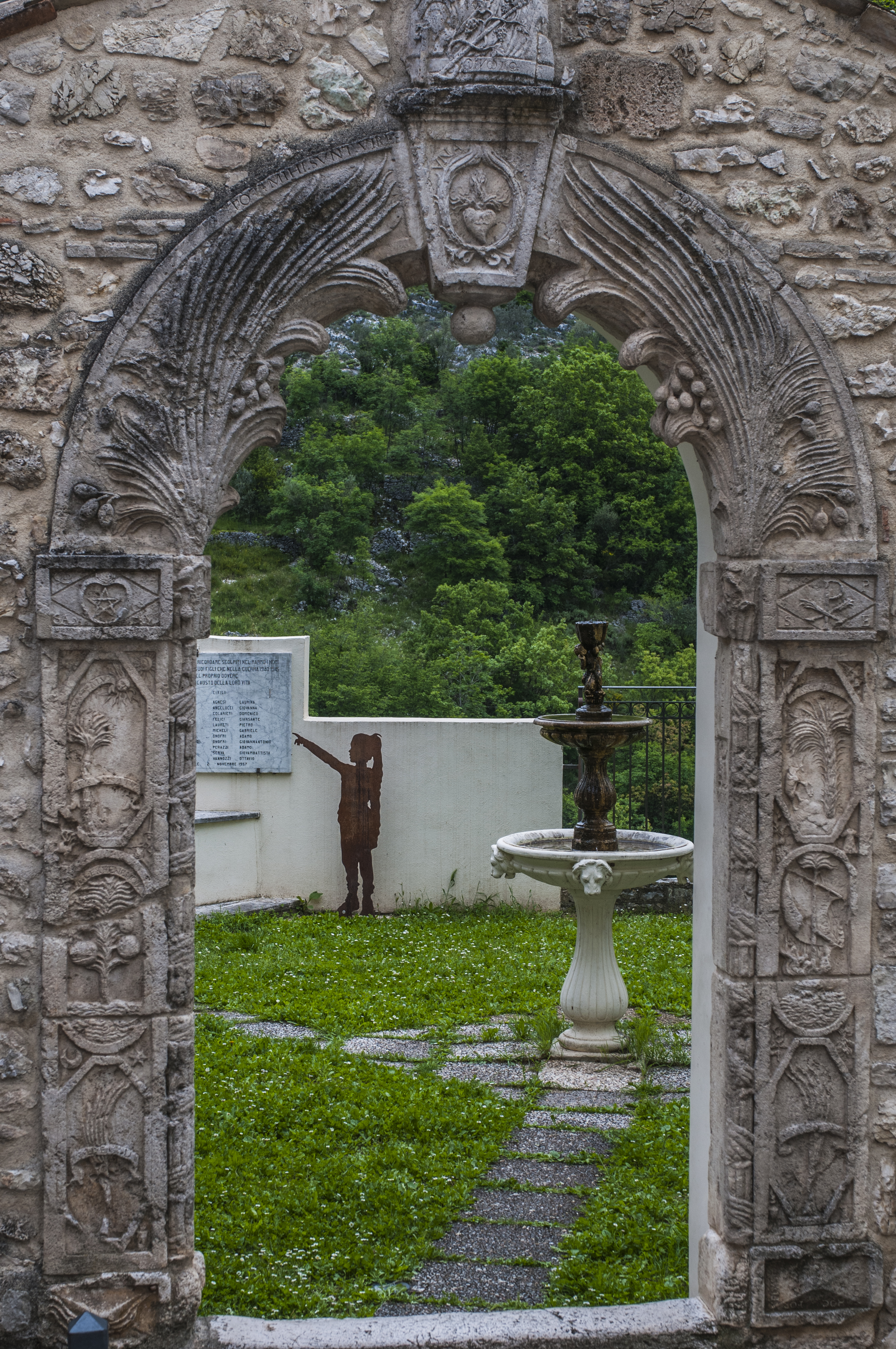
Porta Alchemica di Rivodutri (RI), costruita a fine XVI secolo
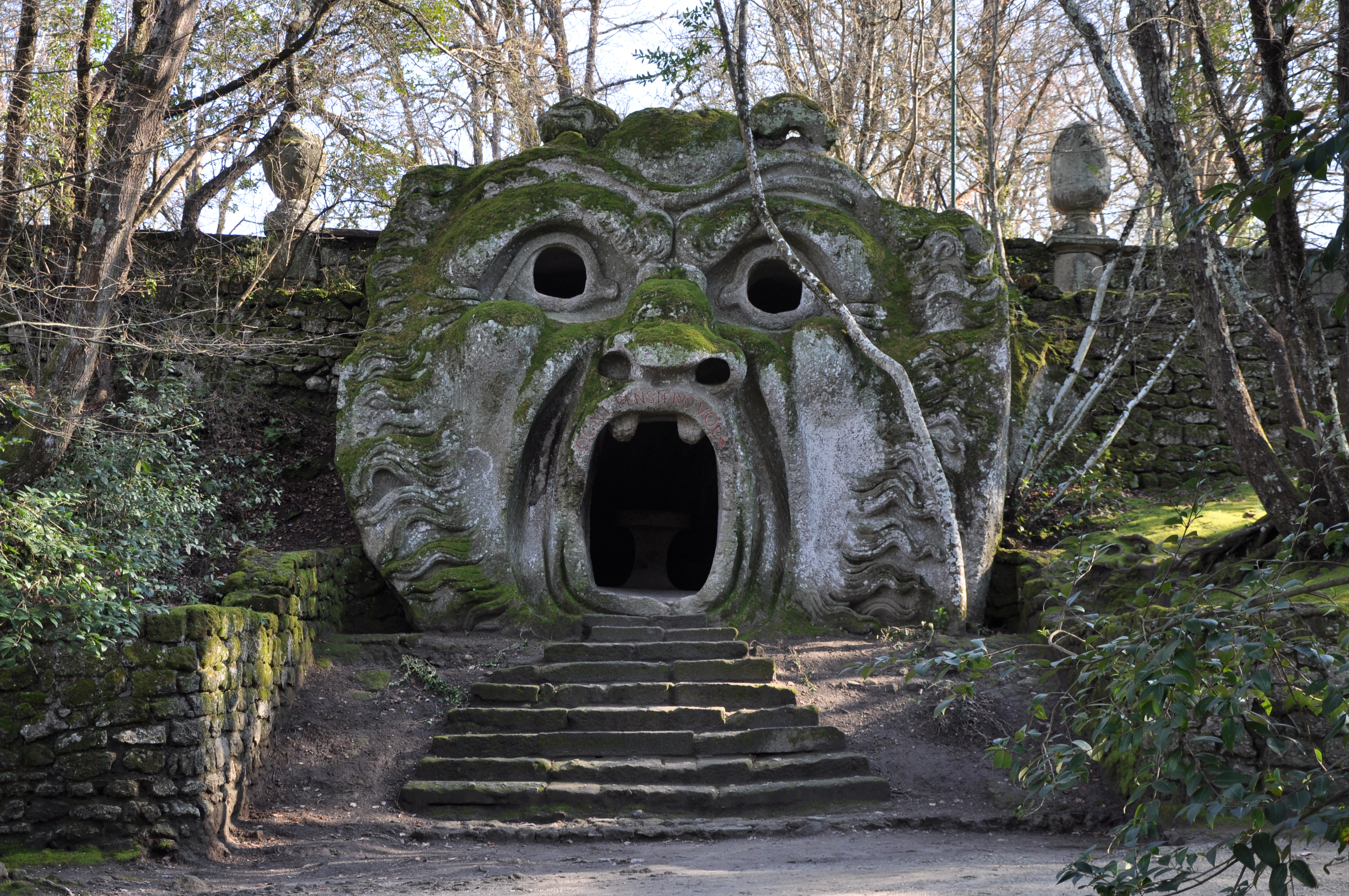
Il Parco dei Mostri, costruito nel 1547 a Bomarzo (VT) rappresenta, secondo alcuni studiosi, un percorso iniziatico ricco di simbologie alchemiche
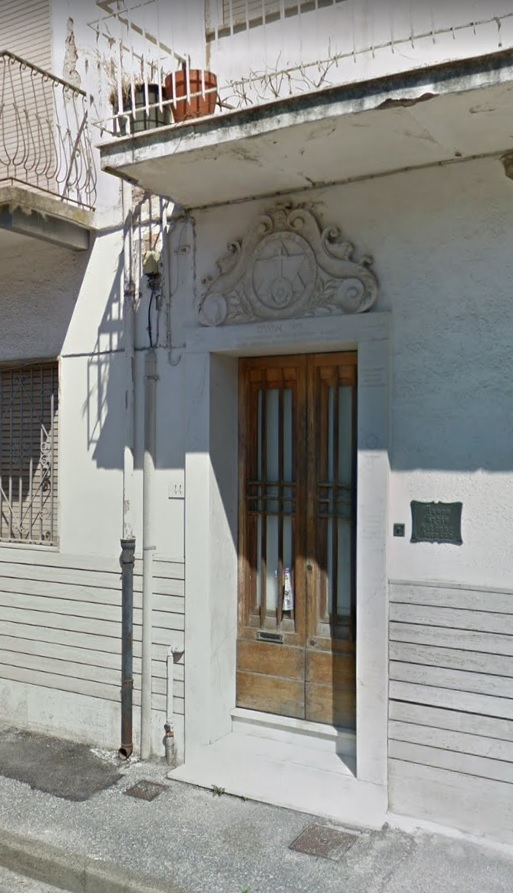
Portale Alchemico a Viareggio (LU), riproduzione contemporanea della Porta Alchemica di Roma

### Folclore
Tra i numerosi luoghi italiani che hanno fama d'essere rilevanti punti d'interesse dell'occultismo, si annovera la città di Torino, definita "città del diavolo" e che il folclore indicherebbe come un importante centro magico e satanico. Tuttavia, nonostante tale fama possa avere effettivamente una base storica, è stata nel corso del tempo alimentata e ingigantita da leggende metropolitane ed è oggi sfruttata a fini turistici.

## Le cosiddette "psicosette"
In Italia agirebbero oltre 500 gruppi criminali per i quali la pratica religiosa rappresenta solamente un fine per la manipolazione psicologica degli adepti, al fine di ottenere soldi, favori sessuali o altro. Secondo l'Associazione Internazionale degli Esorcisti, alcuni magistrati e forze dell'ordine operanti nel settore, i leader carismatici tendono a indurre la dipendenza e la rinuncia al libero arbitrio personale, attraverso il controllo e la manipolazione mentale, finalizzati a sostituire lo spirito critico e l'autostima con un senso di paura e di impotenza, e la promessa di "una strada solo all'apparenza appagante e semplice da percorrere".
Questi gruppi, spesso identificati come "psicosette", sono stati oggetto di numerose indagini. Il plagio e l'abuso di credulità popolare sono due figure di reato interessate dall'attività delle sette. Il plagio è stato abolito nel 1981, a seguito di una sentenza della Corte Costituzionale, mentre l'abuso di credulità popolare è stato depenalizzato nel 2016
Il 2 novembre 2006, il Ministero dell'Interno ha istituito la "Squadra Anti Sette" (S.A.S.), nucleo della Polizia di Stato specializzato nel contrasto ai reati collegati a questo tipo di attività.

## Irreligiosità
Sotto la denominazione di irreligiosità viene compresa un'ampia gamma di differenti posizioni teologiche e filosofiche accomunate dal rifiuto di seguire una specifica religione. Tra esse si annoverano, ad esempio: ateismo, noncredenza, antiteismo, nonteismo, apateismo, ateismo agnostico, agnosticismo, agnosticismo forte, ignosticismo, noncognitivismo teologico, umanesimo secolare, scetticismo, razionalismo, libero pensiero, deismo, panteismo, pandeismo e le diverse forme di spiritualità dei credenti non appartenenti ad alcuna religione in particolare.
Secondo il sondaggio SWG del 2021, i credenti senza religione di riferimento sarebbero l'8% della popolazione. Essi sono costituiti da variegate forme di spiritualità non istituzionale, come ad esempio i deisti, presenti con l'Unione Deista Italiana (parte dell'Unione Mondiale dei Deisti).
In Italia esistono anche organizzazioni di ateismo, umanesimo secolare, razionalismo, libero pensiero e agnosticismo, quali l'Unione degli atei e degli agnostici razionalisti e l'Associazione nazionale del libero pensiero "Giordano Bruno" e il partito politico Democrazia Atea.
Non vi sono dati precisi circa la consistenza numerica degli atei e degli agnostici, in quanto entrambe le categorie sono spesso mescolate tra loro e con la categoria generica dei non religiosi (che può comprendere anche credenti che non si identificano in nessuna religione istituzionale).
Secondo il sondaggio Ipsos del 2017, gli italiani che non si identificano in nessuna religione (compresi credenti che non aderiscono nessun culto in particolare, atei e agnostici) sarebbero il 22,6% degli italiani, pari a circa 13 milioni di persone.
Infine, dal 2012 è presente un gruppo organizzato della religione parodistica del Pastafarianesimo.

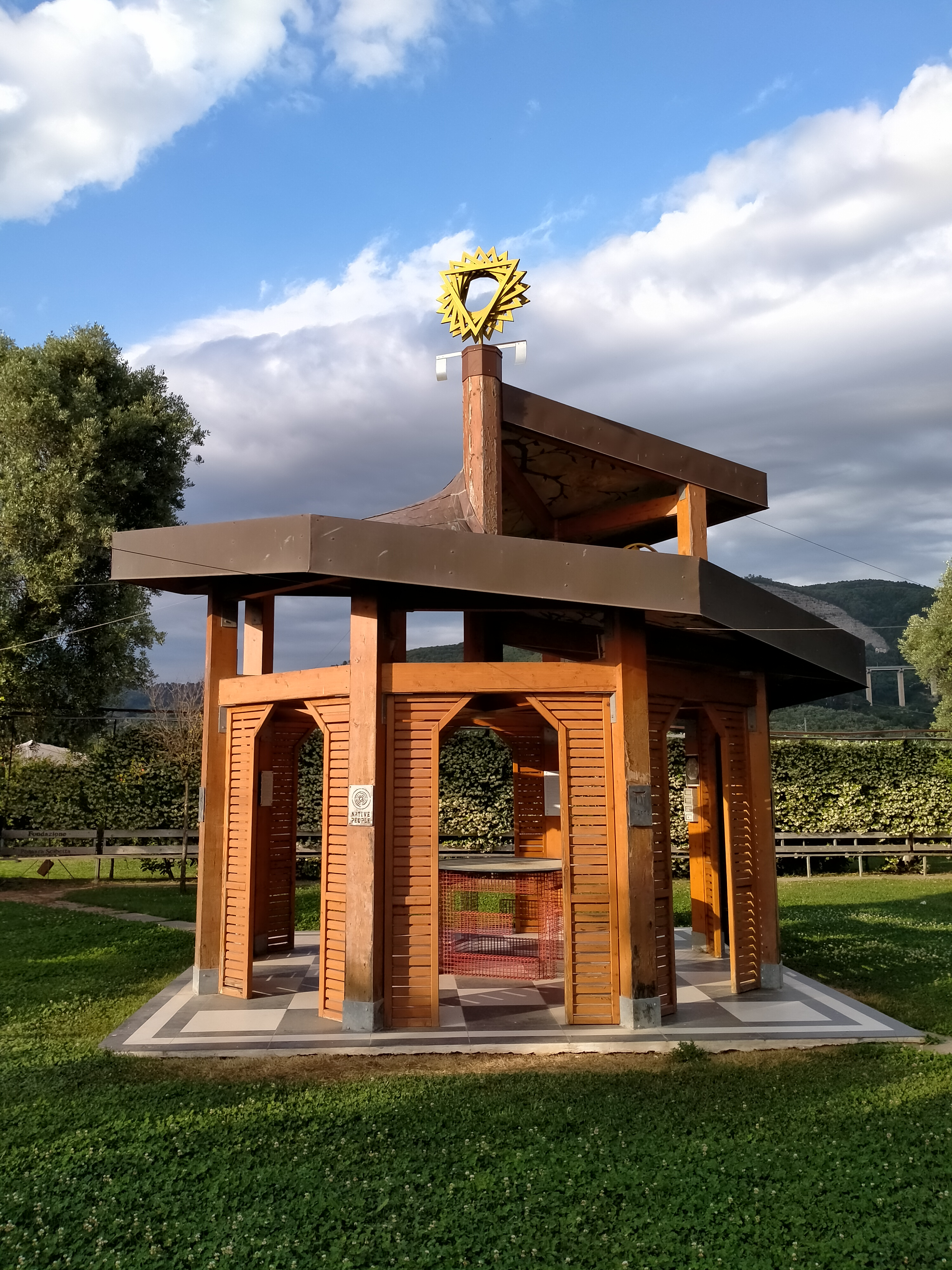
Tempio Sincretico di Meditazione Universale Sant'Oliva, realizzato dalla Fondazione Scibetta a Massarosa (LU). Intitolato a una santa venerata sia da cristiani che da musulmani, presenta riferimenti a numerose religioni e filosofie.
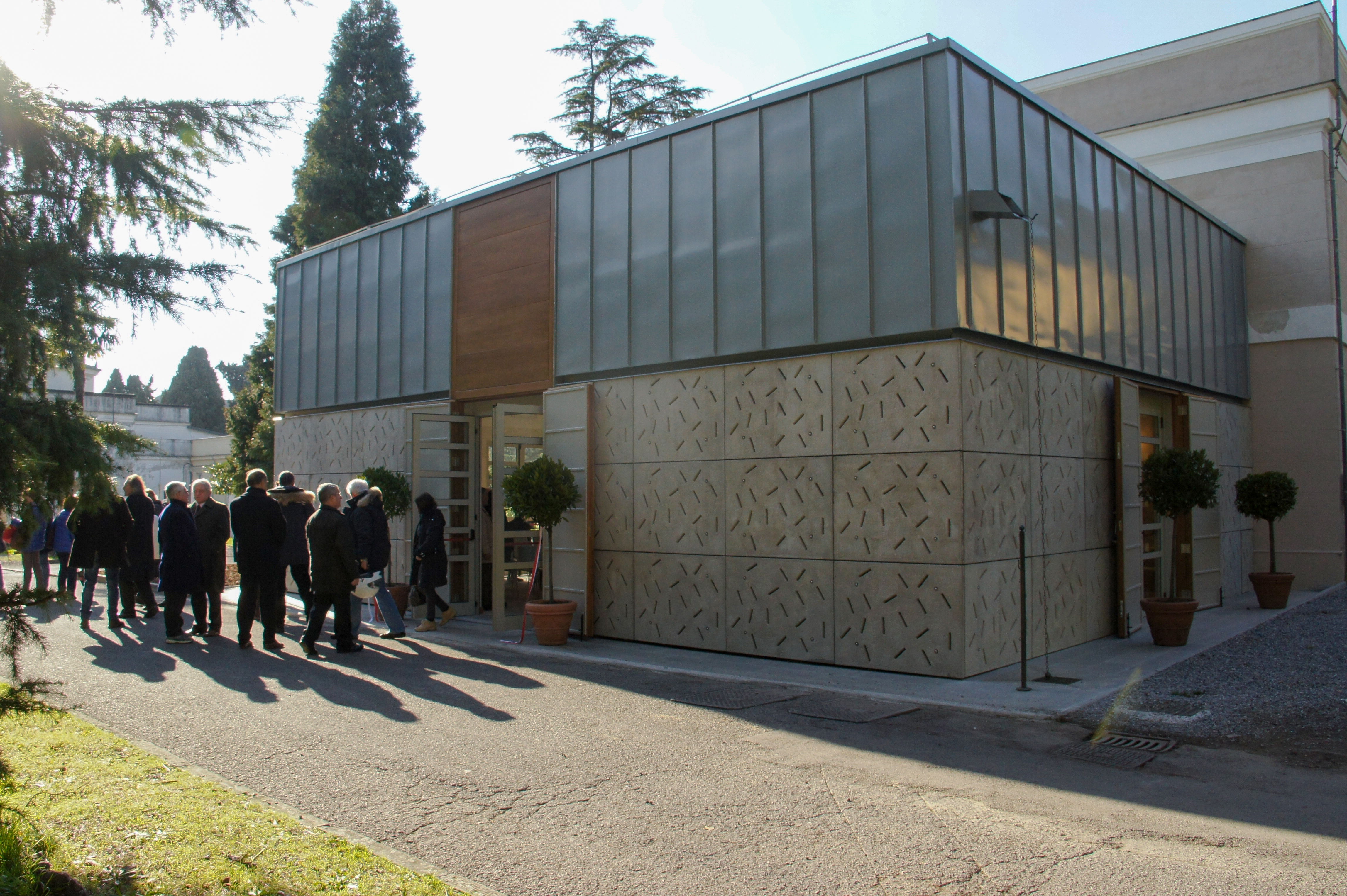
Tempio Laico presso il cimitero monumentale di Staglieno a Genova
Manifesto affisso a Roma nell'ambito della campagna pubblicitaria dell'UAAR nel 2014
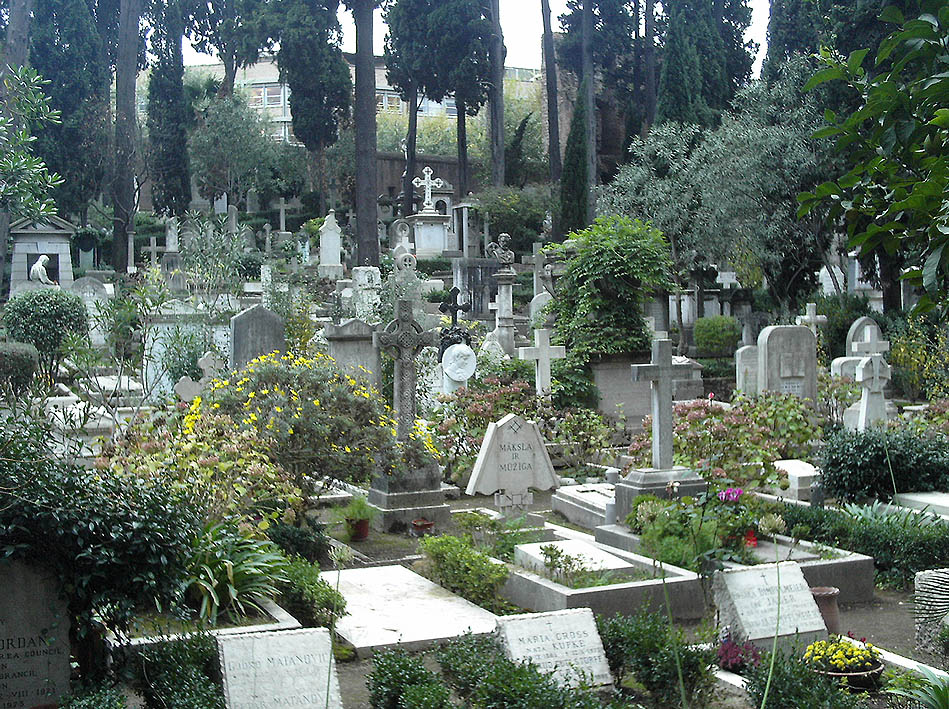
Il Cimitero acattolico di Roma fu costruito nel 1716 per ospitare le spoglie di stranieri non cattolici, principalmente protestanti, che non potevano essere sepolti con funerale cattolico, ma ospita anche le tombe di celebri personalità atee

## Religione e società

### Religione e mass media
In Italia sono presenti numerosi media religiosi, a distruzione sia locale che nazionale.
La religione è un argomento abbastanza trattato nella TV pubblica italiana, con rubriche dedicate: A Sua immagine, in collaborazione con la Conferenza Episcopale Italiana della Chiesa cattolica, Protestantesimo, curato dalla Federazione delle Chiese evangeliche in Italia, e Sorgente di vita a cura dell'Unione delle comunità ebraiche italiane. La struttura della Rai che si occupa della trasmissione delle Messe, della copertura dei grandi eventi religiosi e dell'informazione cattolica, in collaborazione con Vatican Media, è Rai Vaticano.
Tuttavia l'UAAR ha espresso critiche su una maggior copertura dei temi cattolici rispetto a quelli di altre religioni da parte della Rai.
Secondo Critica liberale, sommando i dati della TV pubblica e delle principali TV private italiane, Mediaset e La 7, nel 2015 il 95% degli spazi televisivi occupati da argomenti religiosi, erano dedicati alla Chiesa cattolica.
Alcuni tra i principali giornalisti cattolici italiani sono riuniti nell'Unione cattolica della stampa italiana.

### Casi di fanatismo religioso
In Italia si sono registrati nella storia recente casi di fanatismo religioso che, talvolta hanno portato anche ad omicidi e violenza. 
Molti di questi crimini sono riconducibili ad omicidi rituali satanici, tra i quali quelli delle Bestie di Satana e il martirio di suor Maria Laura Mainetti.
Inoltre, anche in Italia, è presente il fenomeno del fondamentalismo islamico, anche con casi di violenza e omicidi legati all'applicazione della Shari'a ed episodi di terrorismo. Inoltre, nel 2024 a Courgnè (TO), un imam e altre persone sono state arrestate con l'accusa di aver causato la morte di un uomo durante un rito di esorcismo islamico. 
Più rari, ma comunque non assenti, i casi in cui si sono verificate azioni violente da parte di fanatici cristiani o appartenenti a gruppi che si richiamano al cristianesimo, come ad esempio nel caso della strage di Altavilla Milicia commessa nel 2024 dal gruppo dei cosiddetti "Fratelli di Dio" durante un rito di esorcismo.
È stata infine segnalata negli ultimi anni la presenza di piccolissimi gruppi neopagani di orientamento politico suprematista, neofascista e neonazista e con visioni religiose vicine al nazismo esoterico.

### Riferimenti normativi
- Legge 24 giugno 1929, n. 1159 - Disposizioni sull'esercizio dei culti ammessi nello Stato e sul matrimonio celebrato davanti ai ministri dei culti medesimi.
- Regio Decreto 28 febbraio 1930, n. 289 - Norme per l'attuazione della legge 24 giugno 1929, n. 1159, sui culti ammessi nello Stato e per il coordinamento di essa con le altre leggi dello Stato.